# Тюльпан
Тюльпа́н (лат. Túlipa) — род многолетних травянистых луковичных растений семейства Лилейные (Liliaceae), в современных систематиках включающий более 80 видов. Центр происхождения и наибольшего разнообразия видов тюльпанов — горы северного Ирана, Памиро-Алай и Тянь-Шань. За 10—15 миллионов лет эволюции тюльпаны расселились до Испании и Марокко на западе, до Забайкалья на востоке и до Синайского полуострова на юге. На севере интродуцированные человеком популяции тюльпана лесного достигли Шотландии и южного побережья Скандинавии.
Все тюльпаны — типичные геофиты-эфемероиды, приспособившиеся к жизни в горных, степных и пустынных местностях с жарким сухим летом, холодной зимой и короткой тёплой и влажной, дождливой весной. Развитие тюльпана от семени до цветущего растения занимает от трёх до семи лет. Смена поколений луковиц, в отличие от нарциссов, происходит ежегодно. Во время недолгой весенней вегетации тюльпан цветёт, плодоносит и закладывает под землёй молодые луковицы, а отцветшая луковица умирает. В период летнего покоя, а у некоторых видов и зимой, внутри луковицы, формируются зачатки побега и цветка будущего года. Осенью луковица даёт корни и завершает закладку плодоносящего побега.
Тюльпан Геснера и его гибриды с тюльпаном Фостера — наиболее экономически важная луковичная декоративная культура, выращиваемая и в открытом грунте, и на срезку в теплицах. Культивирование тюльпанов в Азии началось не позднее XI века и достигло расцвета в Османской империи XV—XVIII веков. В середине XVI века тюльпаны появились в Западной Европе, и в течение полутора веков были самой ценной декоративной культурой. С начала XVII века и по настоящее время мировой центр селекции, выращивания и международной торговли тюльпанами базируется в Нидерландах. Непрерывно обновляемый мировой фонд коммерчески культивируемых тюльпанов в 2013—2014 годы насчитывает около 1800 сортов и форм.

## Этимология
тюльпа́н: тульпа́н, тулипа́н—то же (Даль). Первая форма—из франц. tulipan, совр. tulipe—то же, а остальные, вероятно, — через стар. нов.-в.-н. Tulipan (1586 г.; см. Клюге-Гётце 634) или ит. tulipano из перс.-тур. tülbend «тюрбан», буквально «ткань из крапивы»;
— словарь Фасмера

## Распространение
Природный ареал рода Тюльпан состоит из обширного центрально-азиатского ядра, захватывающего на западе Балканский полуостров, на севере Западную Сибирь, на юге Иран и Синайский полуостров, на востоке Синьцзян и западные области Монголии, и изолированных очагов в западном Средиземноморье (южное побережье Испании, северное побережье Марокко, Ливии, Туниса и остров Сицилия) и на Дальнем Востоке (Иркутская область, Читинская область, Маньчжурия). Далее всех видов на север в пределах бывшего СССР заходят тюльпан Биберштейна и тюльпан поникающий — спорные виды, в новейших систематиках считающиеся формами тюльпана лесного. Ближайшие родственники тюльпанов — растения рода Amana, до 1935 года включавшиеся в род Тюльпан, заселили Корейский полуостров, Японские острова и восток Китая. Другой родственник тюльпана, род Кандык, распространён и в Евразии, и в Северной Америке. Наибольшее разнообразие видов наблюдается на территориях от Каппадокии на западе до Бактрии на востоке, в особенности в северном Иране, Памиро-Алае и Тянь-Шане. Растения поднимаются в горы примерно до высоты 3000 м над уровнем моря. Здесь, в предгорьях Памиро-Алая и Тянь-Шаня, расположены два первичных очага формирования видов. В современную эпоху, по мнению З. П. Бочанцевой, формообразование тюльпанов продолжается в трёх регионах: Памиро-Алае, западном Тянь-Шане и в пустынях Средней Азии.
В Европу тюльпаны завезены из Турции, некогда интродуцированные человеком, широко распространились за пределы естественных ареалов. Разнообразные формы тюльпанов северной Италии, Франции и Швейцарии, ранее признававшиеся отдельными видами группы Neotulipae — потомки садовых тюльпанов Геснера. Интродуцированный тюльпан лесной встречается в Западной Европе почти повсеместно, включая Шотландию, Прибалтику и южные области скандинавских стран. Карта его популяций в северной Германии совпадает с картой утраченных помещичьих усадеб и церковных садов.
Типовой вид рода, тюльпан Геснера, в природе не обнаружен. Все его дикорастущие формы в Европе, Азии и Северной Америке являются одичавшими потомками культурных растений; вид в современном понимании поглотил множество форм, в прошлом считавшихся самостоятельными дикорастущими видами. Предположение о том, что его природной формой может быть растущий в Причерноморье тюльпан Шренка, современные ботаники отвергают. В их представлении тюльпан Геснера — «собирательное имя, данное большому количеству садовых и одичавших форм неизвестного происхождения», «чрезвычайно сложный вид, породивший большинство садовых культиваров», и «сложный гибрид, известный только в культуре, и в одичавших формах — во Франции, Италии, Норвегии, России, Швейцарии и Турции». Он сложился в средние века, в течение нескольких столетий целенаправленной гибридизации в Иране и Турции; ко времени его интродукции в Европе (середина XVI века) он уже являлся полноценным, обособившимся от своих предков, видом.

## Описание
Современное описание тюльпана, восходящее к описанию Линнея (1753), в формулировке Грей-Уилсона и Мэтью (1981):

Тюльпаны — луковичные многолетние эфемероиды. Кроющие чешуи луковиц, имеющие разную текстуру, могут быть опушены с внутренней стороны. Немногочисленные листья — мясистые, убывающие в размерах от нижнего к верхнему. Цветки обычно одиночные; в редких случаях наблюдается от двух до двенадцати цветков. Листочки околоцветника не срастаются между собой. Нектарники отсутствуют. Тычиночные нити, расширяющиеся к основанию, могут быть опушены. Пыльники крепятся к тычинкам основанием и открываются внутрь цветка. Завязь верхняя, столбик пестика очень короткий или отсутствует. Рыльце трёхлопастное. Плод — шарообразная или вытянутая коробочка, содержащая многочисленные плоские семена

### Луковица

Схематичный разрез взрослой луковицы тюльпана Геснера осенью, после закладки побега будущего года, но до закладки корней. Цвета показаны условно; в действительности внутренние органы луковицы не окрашены

Луковица тюльпана — «сложный орган вегетативного возобновления и размножения и запасающий орган растения», состоящий из донца — модифицированного, дискообразного стебля и от одной до шести запасающих чешуй — специализированных листьев. Глубина заложения луковиц в природе достигает 50 см. Снаружи луковица покрыта защитной покровной чешуёй; кроме неё, луковицу защищают от повреждений мёртвые останки материнской луковицы и прошлогодних побегов. У дикорастущих тюльпана Борщова, тюльпана Грейга и других видов такие останки накапливаются годами в форме жёсткой трубки, продолжающейся до поверхности почвы (фото). Внешние морфологические признаки луковиц — форма, размеры, цвет и текстура кроющей чешуи, наличие на ней щетинок или волосков, — в систематике видов являются важными, но не определяющими. Например, типичные луковицы тюльпана Кауфмана и тюльпана Грейга внешне идентичны, отличаются лишь их предельные размеры: масса луковицы дикорастущего тюльпана Грейга достигает 27 г, у тюльпана Кауфмана 11 г.
Срок жизни луковицы в природе обычно составляет 22 месяца, у садовых форм 24 месяца. В первый год жизни она существует в виде почки внутри материнской луковицы. Год спустя, летом, материнская луковица усыхает и умирает, а заложенные в ней почки развиваются в полноценные луковицы. Главная (центральная) молодая луковица называется замещающей, луковицы, развивающиеся из других почек в пазухах запасающих чешуй — дочерними, а мелкие луковицы, развивающиеся в пазухах кроющей чешуи — детками. У многих видов их развитие подавлено: растение отдаёт все ресурсы единственной замещающей луковице. У культурных сортов, отобранных по критерию скорости вегетативного размножения, дочерние луковицы развиваются почти наравне с замещающей, а коэффициент размножения превышает 3. Летом и осенью внутри молодой луковицы развивается зачаток будущего зелёного побега и цветка, и закладываются почки будущих луковиц. Перезимовав, луковица цветёт, закладывает луковицы нового поколения и погибает.
Содержащиеся во всех тканях тюльпана, но особенно в покровной чешуе луковицы специфические гликозиды тулипозиды и их производные тулипалины — естественные фунгициды, препятствующие заражению фузариозом и большинством форм серой гнили. Молодые луковицы наиболее подвержены фузариозу летом, когда содержание тулипозида А в незрелой покровной чешуе ещё не достигло нормы. Тулипалин A — сильный аллерген; контакт человека с луковицами садовых тюльпанов, особенно в производственных условиях, может вызывать аллергический дерматит, употребление луковиц в пищу — отравление. Тем не менее, в голодные годы европейцы использовали свежие луковицы как заменитель лука, а растёртые в порошок сушёные добавляли в муку. С XVI века в кулинарии применяются и нераспустившиеся бутоны садовых тюльпанов. На востоке употребляют в пищу луковицы дикорастущего тюльпана съедобного (Amana edulis, до 1935 года Tulipa edulis).

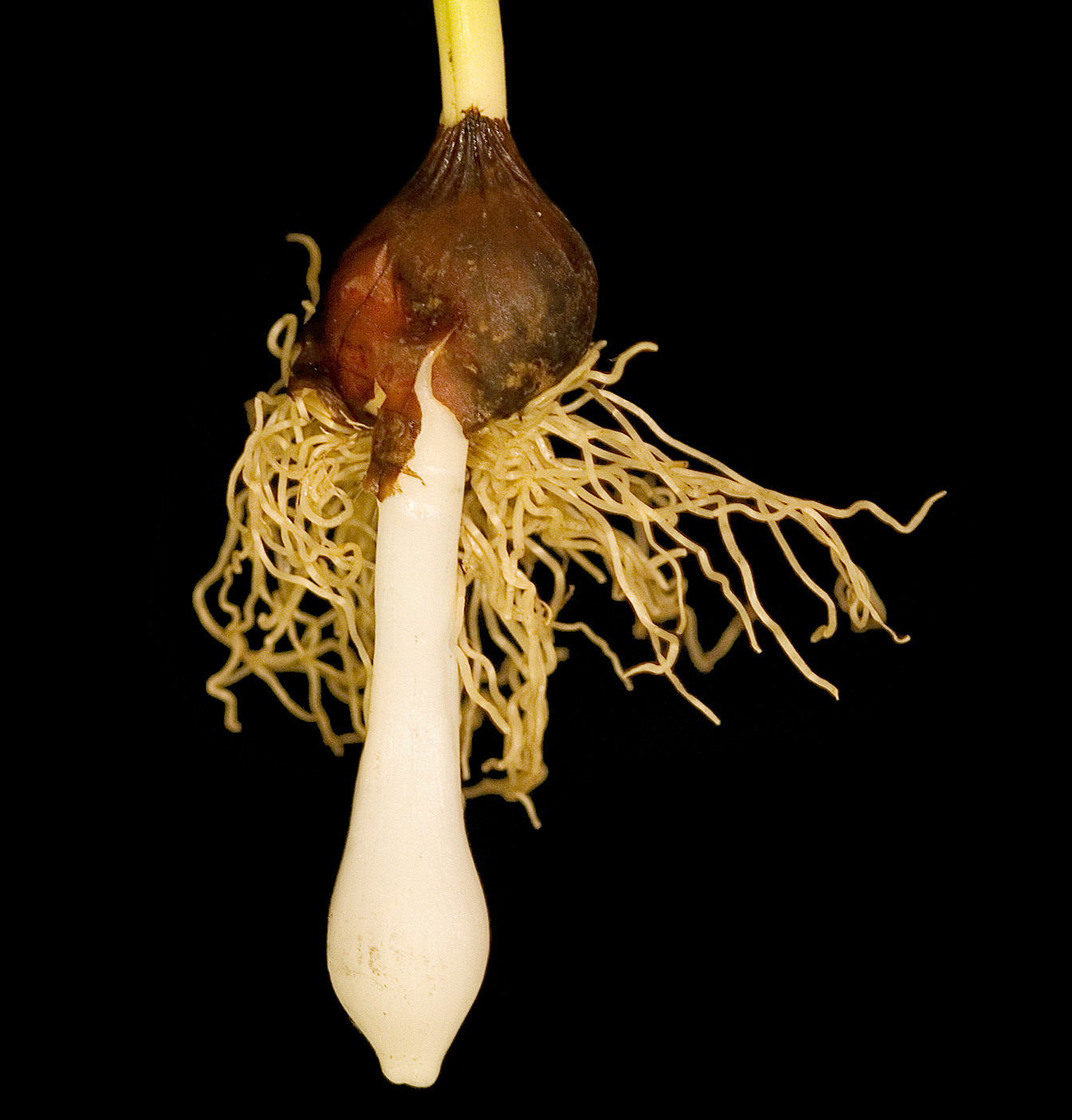
Столон углубления садового тюльпана закладывает замещающую луковицу несколькими сантиметрами ниже материнской. Незрелая покровная чешуя ещё не приобрела окраски, характерной для взрослых луковиц

### Столон
Столон тюльпана — модифицированный подземный стебель, орган ежегодного воспроизводства и вегетативного размножения луковиц. Столон заглубляет почку луковицы в землю, питает её во время роста и защищает её от давления почвы; последнюю функцию выполняют выстилающие внешнюю поверхность столона бугорчатые клетки-папиллы. В первый и последующие годы жизни, до первого цветения, столоны углубления формируют тюльпаны всех видов. С достижением половой зрелости большинство видов тюльпанов прекращает закладку столонов; значительно меньше видов, среди них тюльпан превосходящий, тюльпан Кауфмана, и немногие садовые сорта, которые формируют столоны и в зрелом возрасте.
Морфологически столон тюльпана отличается от настоящих столонов других растений, но предложенные А. И. Введенским и Д. Е. Янишевским термины «подземный побег» и «ризоморфное корневище» в литературе не прижились; взамен, этот орган называется «столоном углубления» (И. Г. Серебряков) или просто столоном. Он образуется срастанием тканей листа и стебля и представляет собой, по существу, разросшийся пустотелый узел стебля. Внутри него проходят от двух до семи проводящих пучков и заполненная воздухом, сообщающаяся с атмосферой полость. У садового тюльпана Геснера столоны имеют вид толстой трубки, у тюльпана превосходящего — тонкие, нитевидные, у молодых растений тюльпана Фостера столоны достигают полуметра длины.

### Корни
В первые недели жизни сеянец тюльпана имеет единственный главный корень; после первой весенней вегетации этот корень отмирает и более никогда не возобновляется. В последующие годы тюльпан формирует ежегодно сменяемую корневую систему из тонких, неразветвлённых и неопушённых корней; их количество у зрелых луковиц достигает 245. Обычно корни отрастают летом и осенью; при выгонке они растут столь быстро и мощно, что могут вытолкнуть луковицу на поверхность субстрата. В природных условиях корни, например, тюльпана Кауфмана закладываются в конце июня, полностью формируются к октябрю и отмирают к середине мая следующего года. Во время смены поколений (май—июнь) растение не имеет никаких корней.
Тюльпаны не способны к регенерации утраченных корней: повреждённые корешки, утратив верхушечные точки роста, навсегда останавливаются в развитии, а новые корни луковица заложить не может, так как вся меристема её донца расходуется на осенний рост. Как следствие, пересадки, прививки и любые иные манипуляции с луковицами возможны только в короткий период летнего покоя, до закладки корней. Растения с повреждёнными корнями обычно выживают за счёт накопленных в луковице ресурсов, но отстают в развитии на несколько лет.

### Плодоносящий побег

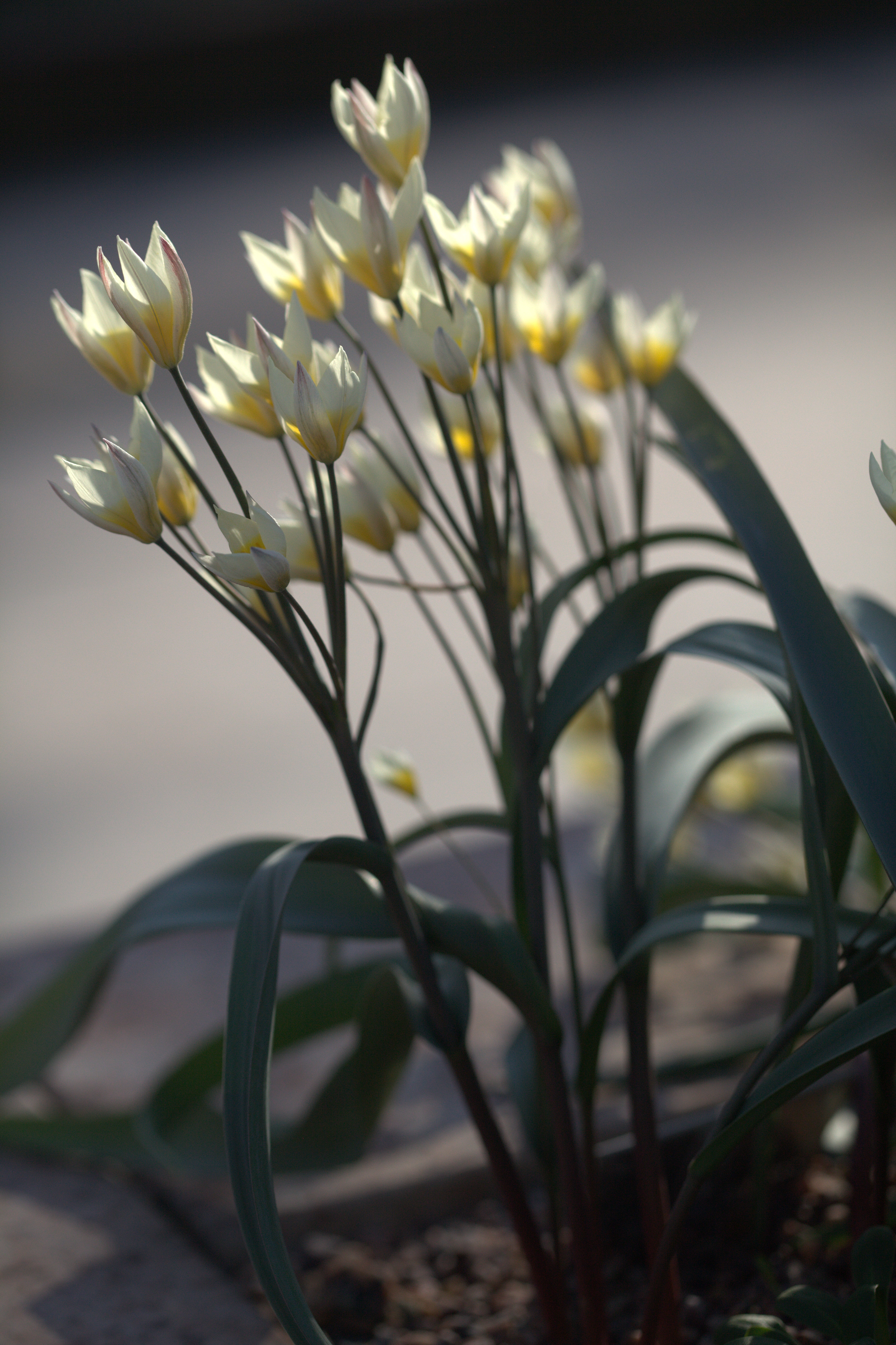
Тюльпан ложнодвуцветковый — многоцветковый вид с ветвлением цветоноса по первому типу. Ботанический сад Гётеборга.

Начиная со второго года жизни, молодые тюльпаны всех видов формируют единственный настоящий лист. Полноценный же плодоносящий надземный побег с листьями, стеблем-цветоносом и цветком образуется только у зрелых растений. Зачаток стебля внутри луковицы-почки закладывается ещё до того, как она обособится от материнской луковицы: например, у тюльпана Кауфмана срок жизни стебля составляет около 450 дней, из них примерно 200 дней занимает органообразование (март—сентябрь), 180 дней зимний покой (сентябрь—февраль), и лишь 75 дней — весенняя вегетация (март—май); у культурных сортов тюльпана Геснера закладка побега будущего года совпадает с началом развёртывания листьев текущего года и длится, как минимум, до сентября.
Обычно на стебле сидят от двух до пяти листьев; у тюльпана Регеля на стебле сидит единственный лист, у тюльпана Шмидта — до двенадцати листьев. Воздушные луковицы в пазухах листьев развиваются редко. Ряду видов свойственны опушение стебля и листьев, окраска стебля антоцианами; у тюльпана Грейга и его гибридов — характерный рисунок из тёмно-красных антоциановых штрихов и полос на листьях. На листьях тюльпана превосходящего, тюльпана килеватого, тюльпана чимганского заметны центральные жилки, на листьях тюльпана Кауфмана — целая сеть жилок; у всех других видов жилок на листьях не видно. Уникальной особенностью тюльпана Регеля является ряд гребневидных выростов на поверхности листа, что создаёт структуру, подобную гофрированной ткани. Бледно-серые или светло-зелёные штрихи на листьях — симптом поражения пестролепестностью. Листья абсолютно необходимы для воспроизводства луковичных; полная потеря листьев, например, из-за поедания и вытаптывания животными, приводит к гибели растения и целых популяций.

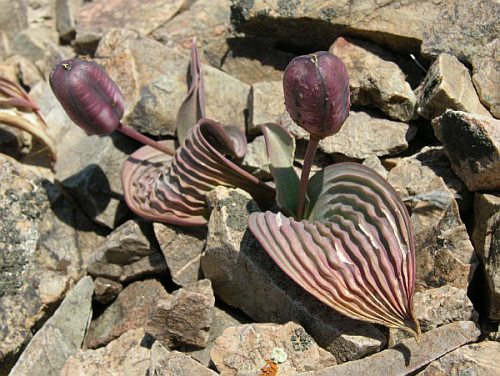
Тюльпан Регеля в горах Хантау

В культуре тюльпаны чрезвычайно отзывчивы к изменениям в агротехнике, и в благоприятных условиях дают более крупные побеги и цветы, нежели в природе. Высота стебля диких растений широко варьирует; в одной популяции могут соседствовать и высокие, и приземистые экземпляры. У дикорастущего тюльпана Грейга высота цветоноса изменяется от 20 до 70 см. У тюльпана Кауфмана и других видов-первоцветов бутон часто раскрывается у самой земли, в розетке листьев; после цветения надземный стебель трогается в рост и поднимает завязь на 15—20 см над землёй. Цветки здоровых растений направлены вертикально вверх; поникающие цветоносы свойственны лишь тюльпану Островского, тюльпану лесному и культурным сортам класса лилиецветных. У сортов группы Дюк ван Толь и у тюльпана четырёхлистного созревающие бутоны на время поникают, но перед распусканием выпрямляются. Название тюльпана поникающего связано с тем же признаком, а тюльпана дваждыпоникающего — с тем, что его цветонос поникает как в бутоне, так и после отцветания.
Многим видам свойственна многоцветковость, наблюдаемая в трёх различных формах. У видов подрода Eriostemones (тюльпан двуцветковый, тюльпан туркестанский, тюльпан Биберштейна и другие) стебель ветвится на отдельные безлистные цветоносы из одной точки выше верхнего листа, образуя своего рода кисть или зонтик. У видов подрода Tulipa (ранее называвшегося Leiostemones) и некоторых видов Eriostemones точки ветвления находятся в пазухах листьев; иногда боковые побеги ответвляются непосредственно из пазух, иногда срастаются с главным побегом. Боковые побеги видов подрода Tulipa могут нести листья. Аномальная многоцветковость третьего типа, по Бочанцевой, встречается в культуре у перекормленных экземпляров садовых сортов. При обильном удобрении почки замещающей и дочерней луковиц трогаются в рост преждевременно и цветут на год раньше естественного срока, вместе с материнской луковицей.

### Цветок

Диаграмма цветка

Цветок тюльпана образован пятью концентрическими кругами (мутовками): в двух внешних кругах расположены внешние и внутренние листочки околоцветника (в просторечии «лепестки»), в двух промежуточных кругах — тычинки, и во внутренней — завязь и пестик. Как и цветки всех лилейных, цветок тюльпана подчинён трёхлучевой симметрии: в нём три внешних и три внутренних лепестка околоцветника, шесть тычинок, завязь образована тремя симметричными долями. Формула цветка тюльпана {\displaystyle \ast P_{3+3}\;A_{3+3}\;G_{({\underline {3}})}}. Пестик тюльпанов подрода Orithyia имеет выраженный столбик, у всех других видов столбик отсутствует: рыльце пестика сидит непосредственно на завязи. Два крупнейших подрода различаются морфологией тычинок: у видов подрода Eriostemones тычиночные нити опушены, а у видов подрода Tulipa они голые.
В природе самые крупные цветки свойственны тюльпану Фостера: у этого вида длина листочков околоцветника достигает 18 см при ширине до 8,5 см. Среди культурных форм наибольший размер цветка имеет сорт тюльпана Грейга 'Orange Giant Sunset' (2008). При высоте стебля в 20—30 см высота цветка этого сорта составляет 20—25 см. Цветки тюльпана Фостера и тюльпана Грейга имеют характерную форму двойной чаши: внутренние листочки околоцветника образуют сомкнутый цилиндр, а внешние отгибаются наружу примерно на половине высоты. Внешние и внутренние листочки всегда отличаются по форме, например, у тюльпана Грейга внешние листочки ромбовидные с тупыми, округлыми вершинами, а внутренние — треугольные с непременным остриём на вершине. Окраска цветка тюльпана Грейга в природе обычно жёлтая или красная, но иногда встречаются розовые, кремовые и крайне редко белые формы. В тянь-шаньской популяции этого вида, описанной В. Ворониным, наблюдался весь спектр оттенков от почти белых до тёмно-красных.

Форма и окраска цветка в природе
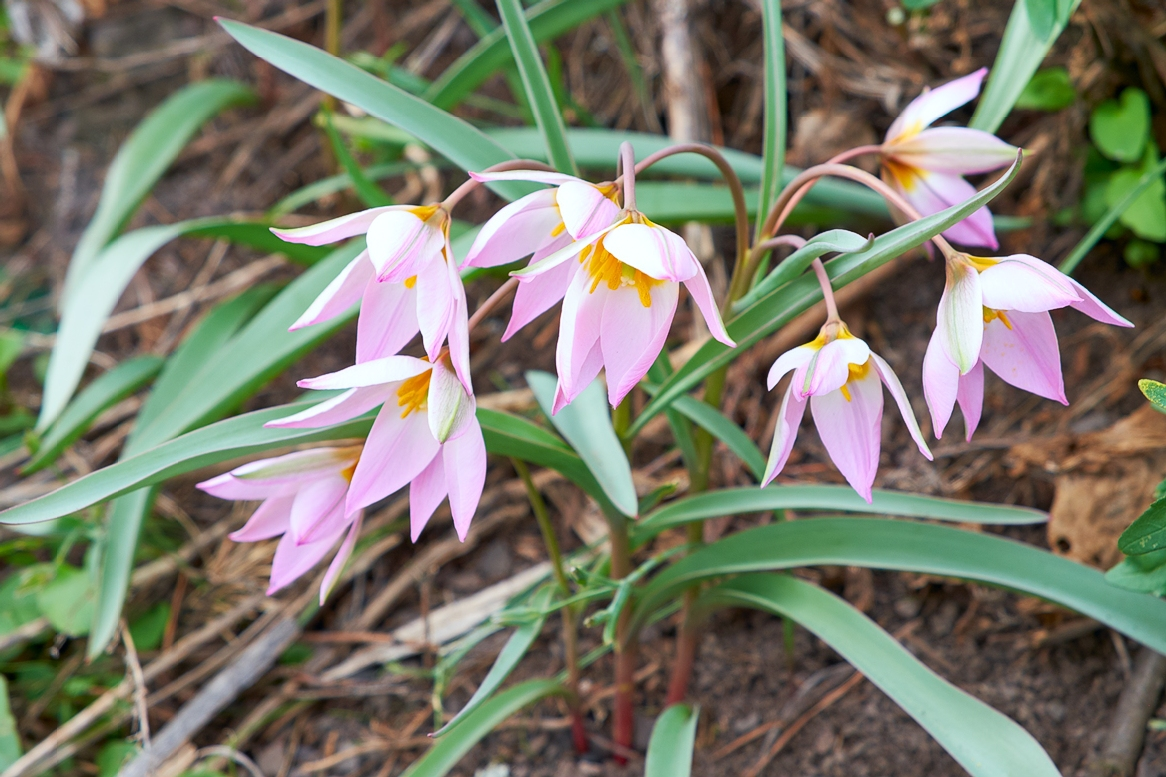
Тюльпан поникающий
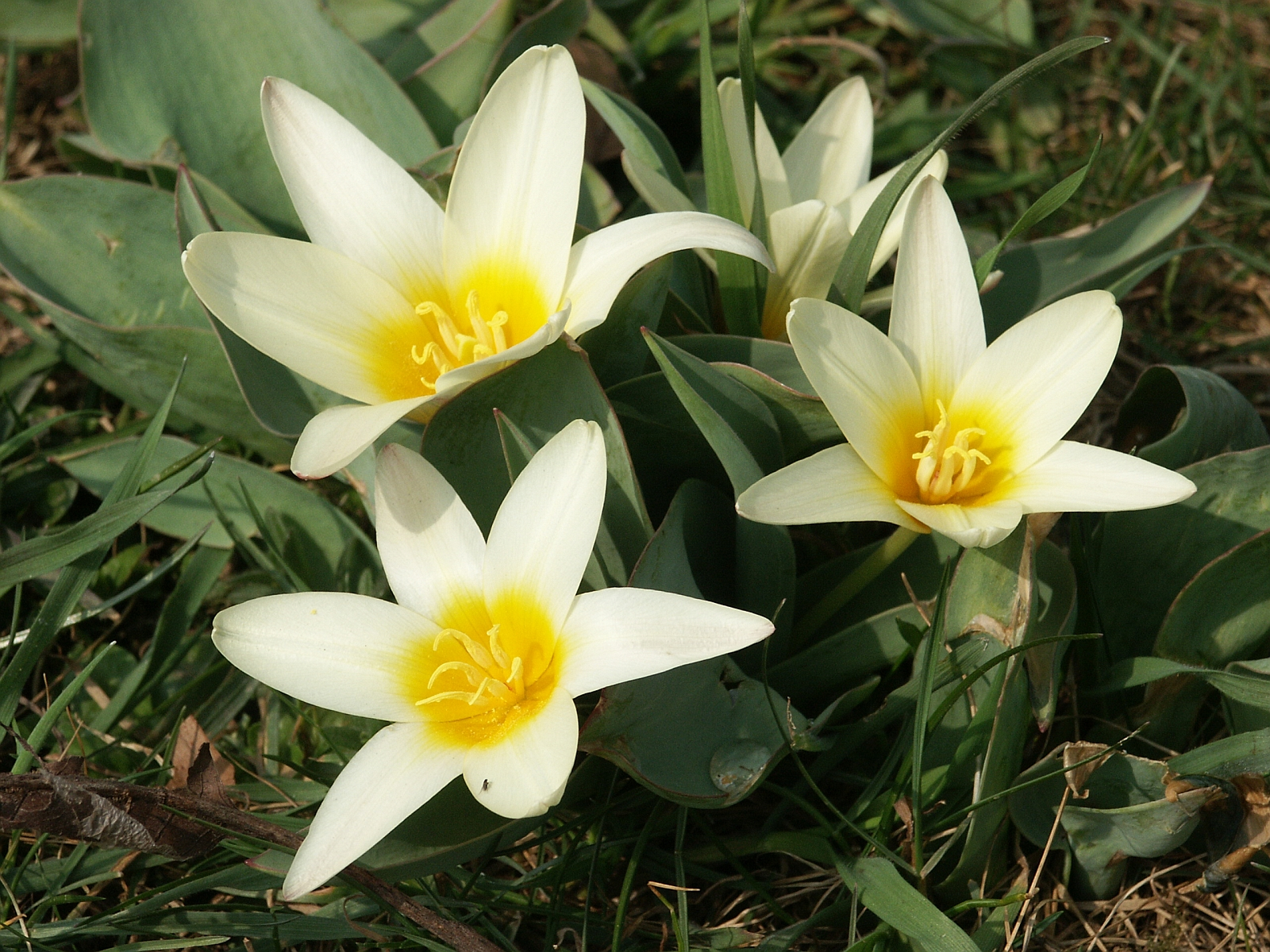
Тюльпан Кауфмана[комм. 3]
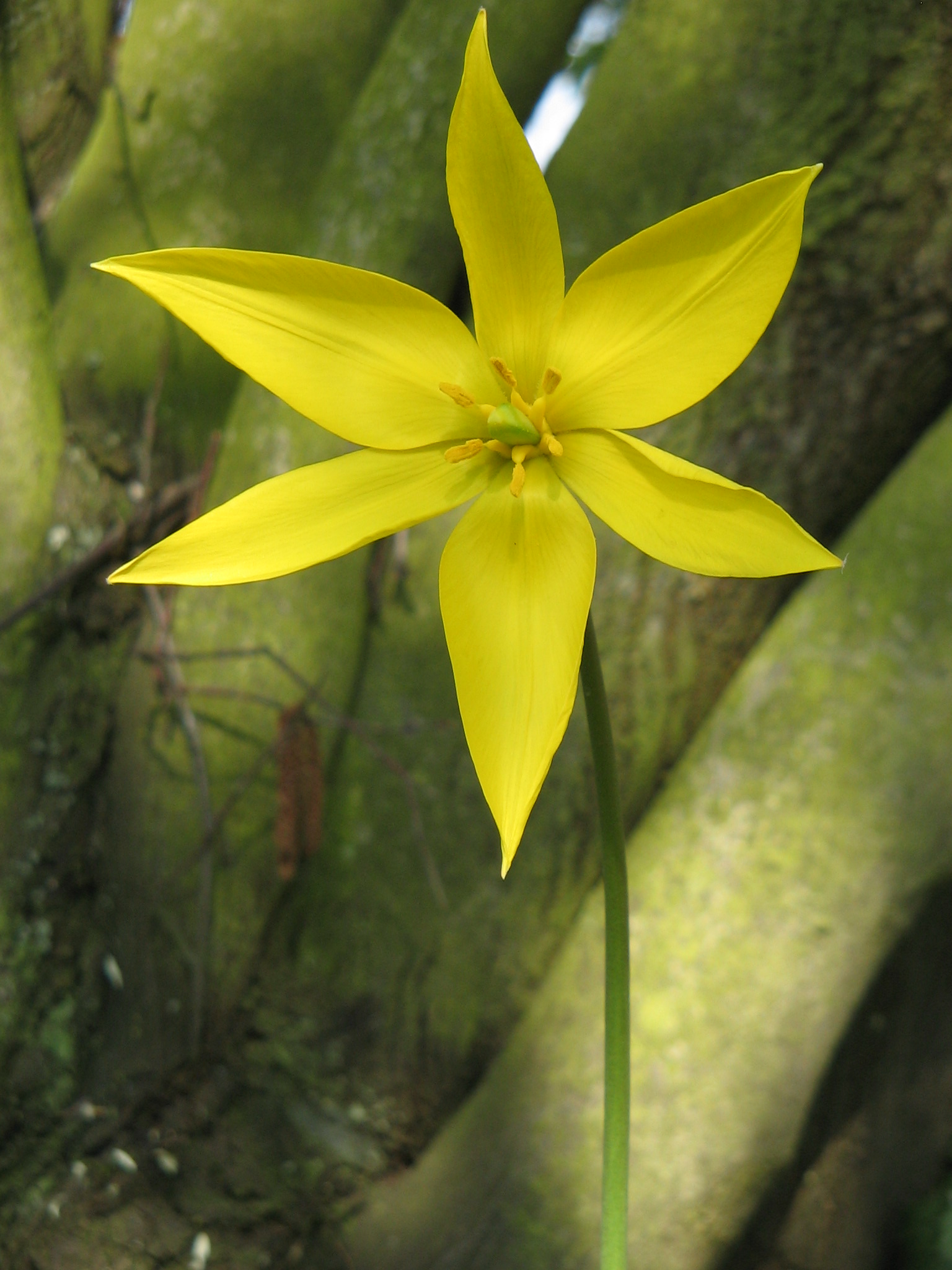
Тюльпан лесной
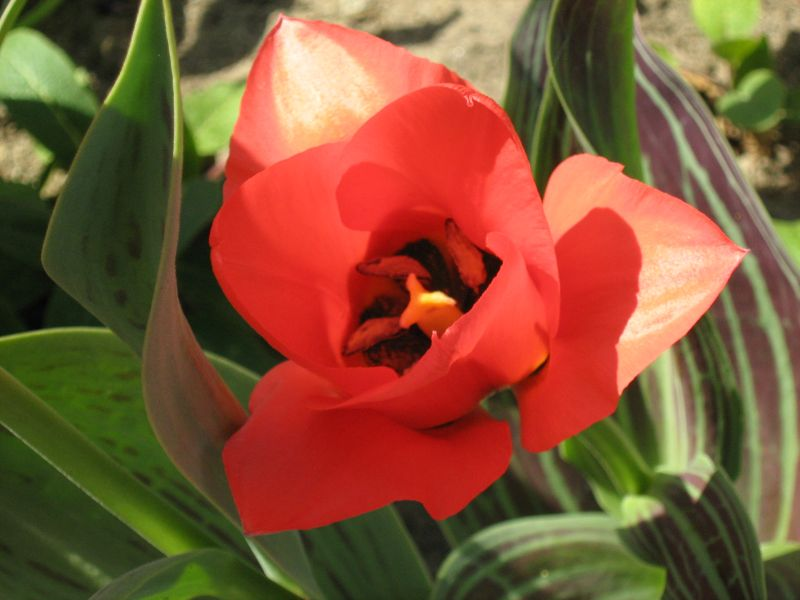
Тюльпан Грейга[комм. 3]
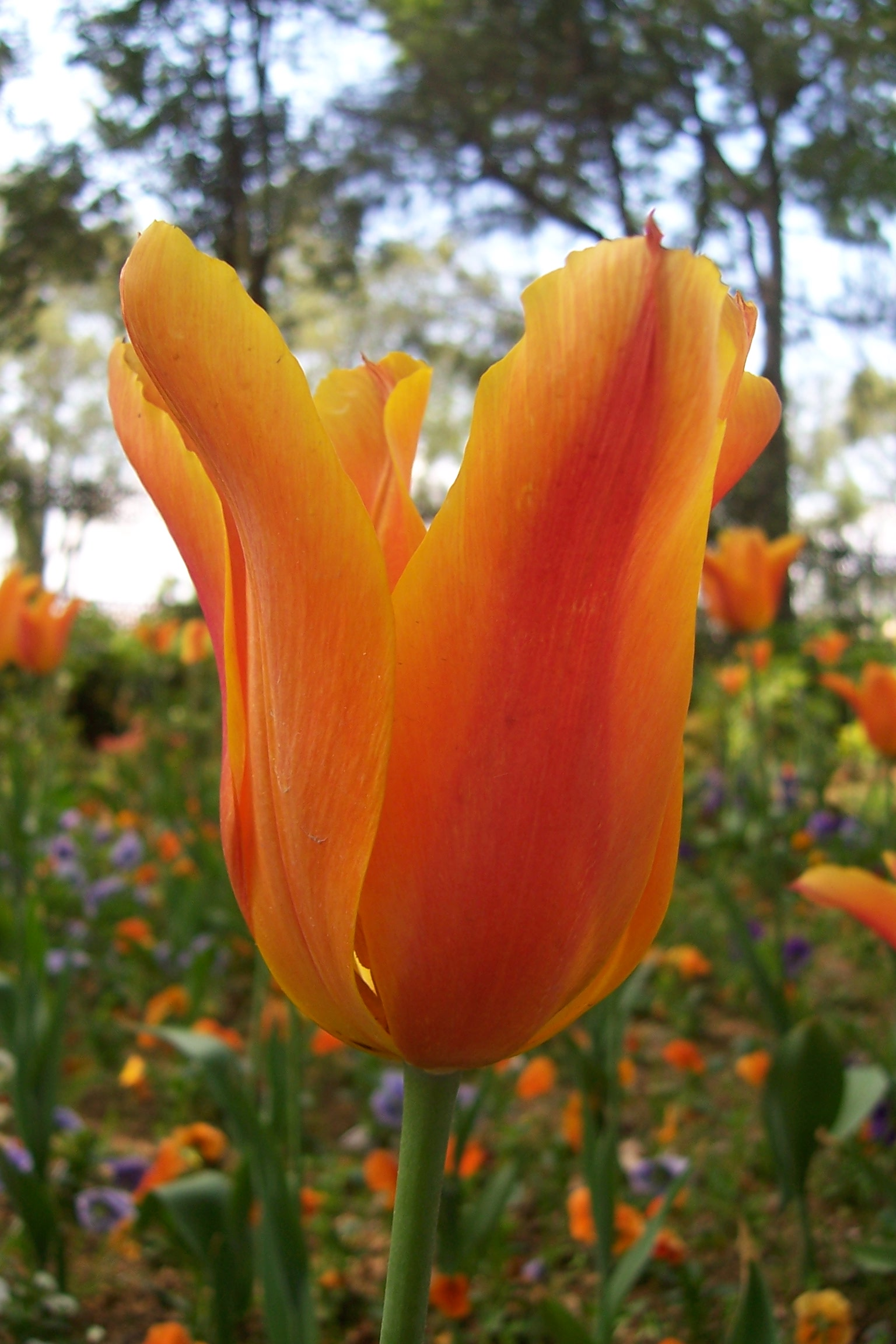
Тюльпан Фостера

Окраска цветка тюльпана определяется сочетанием антоцианов, каротиноидов и флавонолов. Концентрации флавонолов у всех форм находится примерно на одном уровне, концентрации каротиноидов широко варьирует, наибольшие же различия наблюдаются в концентрациях антоцианов дельфинидина, пеларгонидина и цианидина. Дельфинидин придаёт цветку пурпурную окраску, пеларгонидин — оранжевую и красную, цианидин — розовую, оранжевую и красную. В оранжевых цветках наблюдается особо высокая, по сравнению с розовыми и красными формами, концентрация каротиноидов. В белых и жёлтых цветках содержатся только флавонолы и каротиноиды, а антоцианы и антоцианидины отсутствуют. У тюльпана Кауфмана, тюльпана Колпаковского, ряда других видов и сортов тюльпана Геснера поверхность листочков околоцветника представляет собой своего рода дифракционную решётку из микроскопических гребней и борозд; свет, отражённый этой решёткой, переливается всеми цветами радуги. В его спектре появляются синие волны, приходящиеся на область максимальной чувствительности пчелиного глаза.

Форма цветка сортов тюльпана Геснера
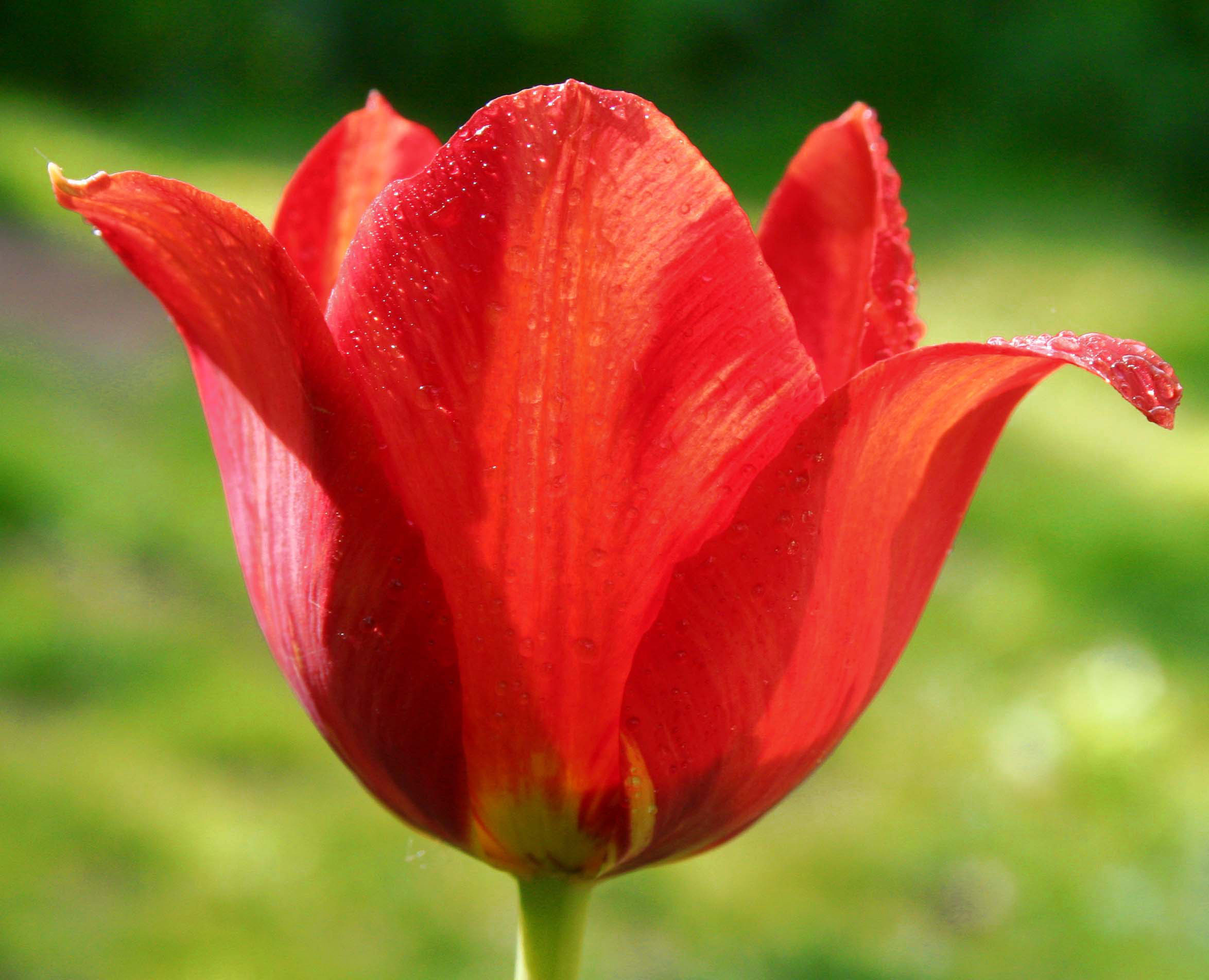
Простой
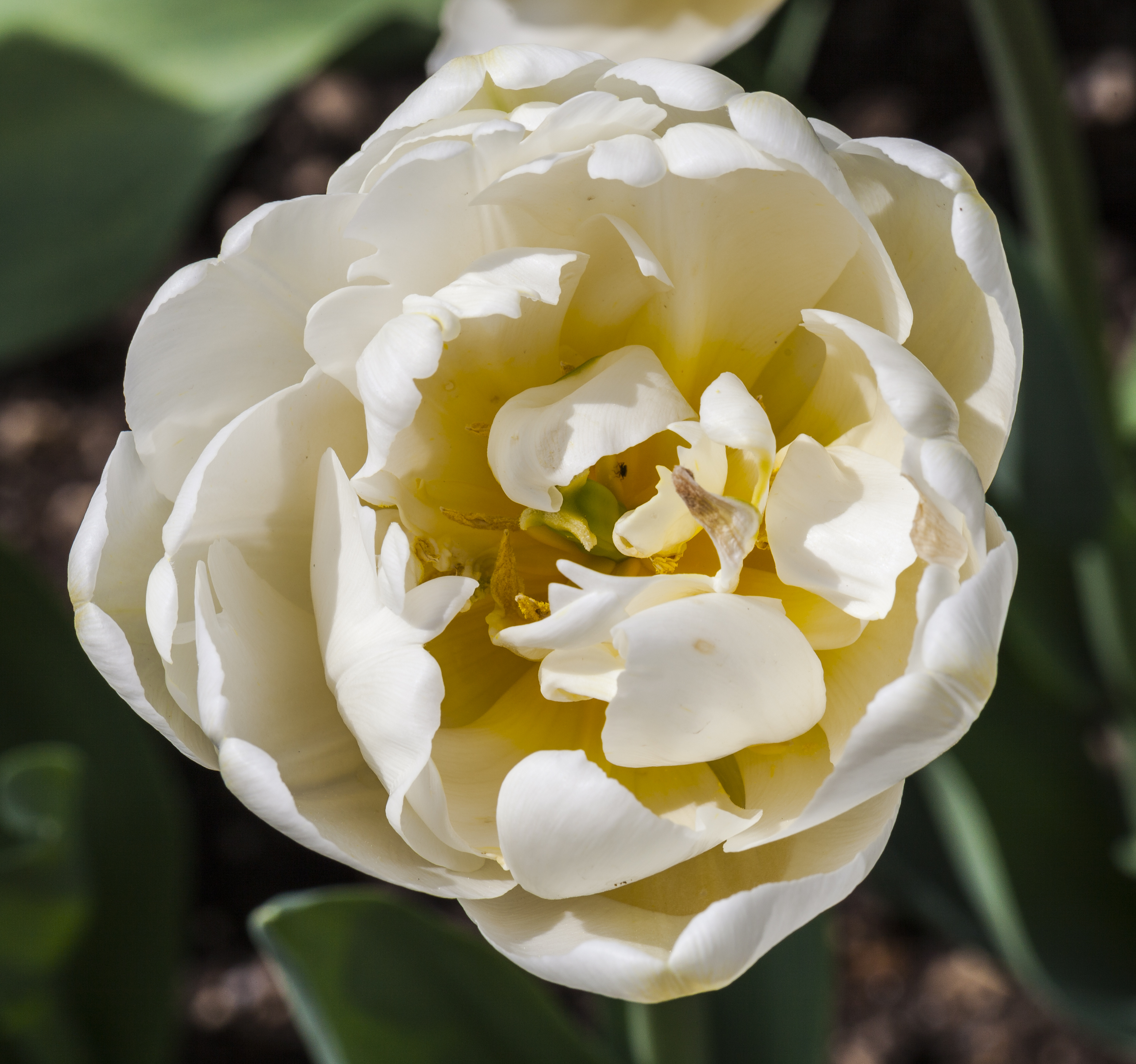
Махровый
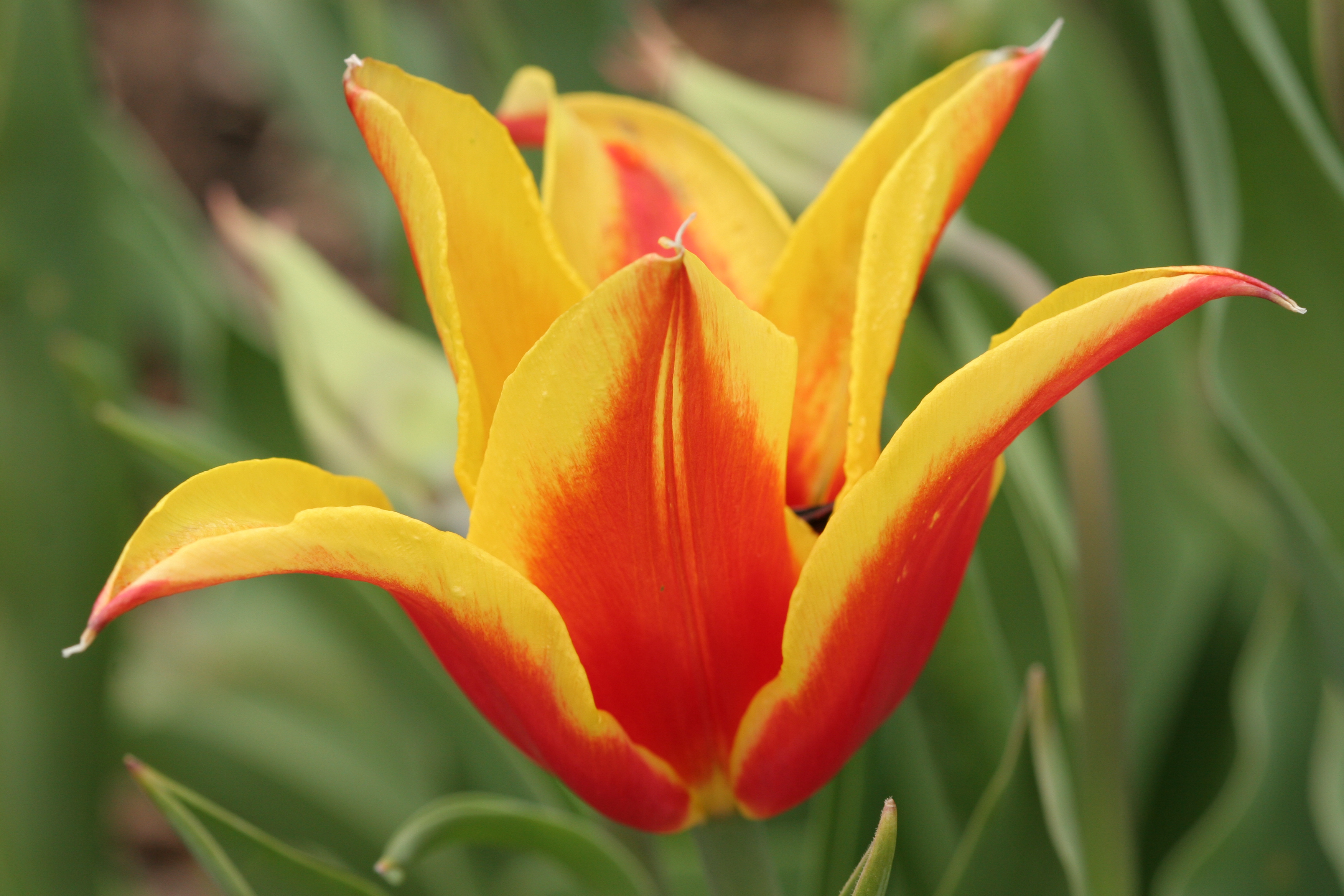
Лилиецветный
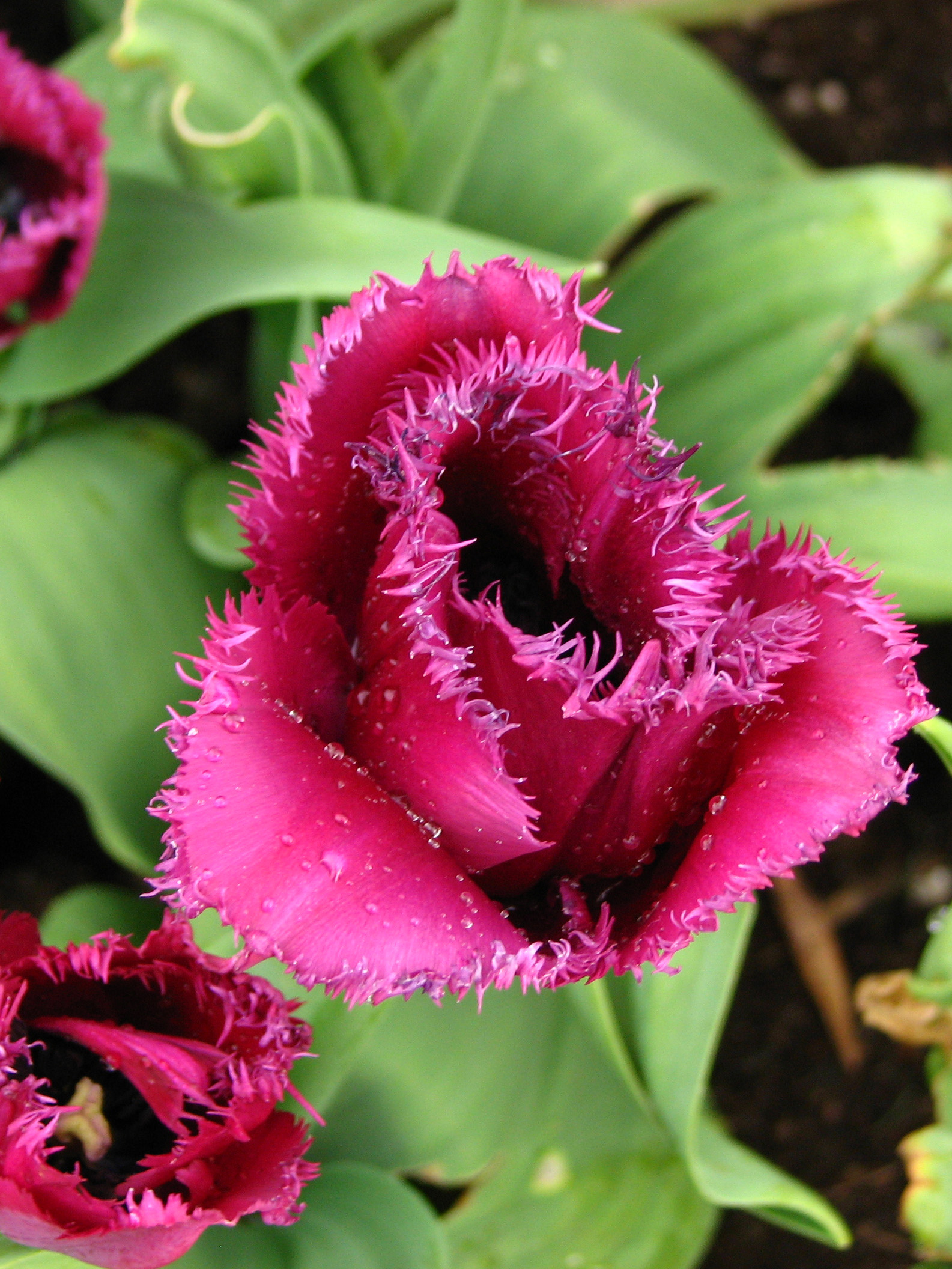
Бахромчатый
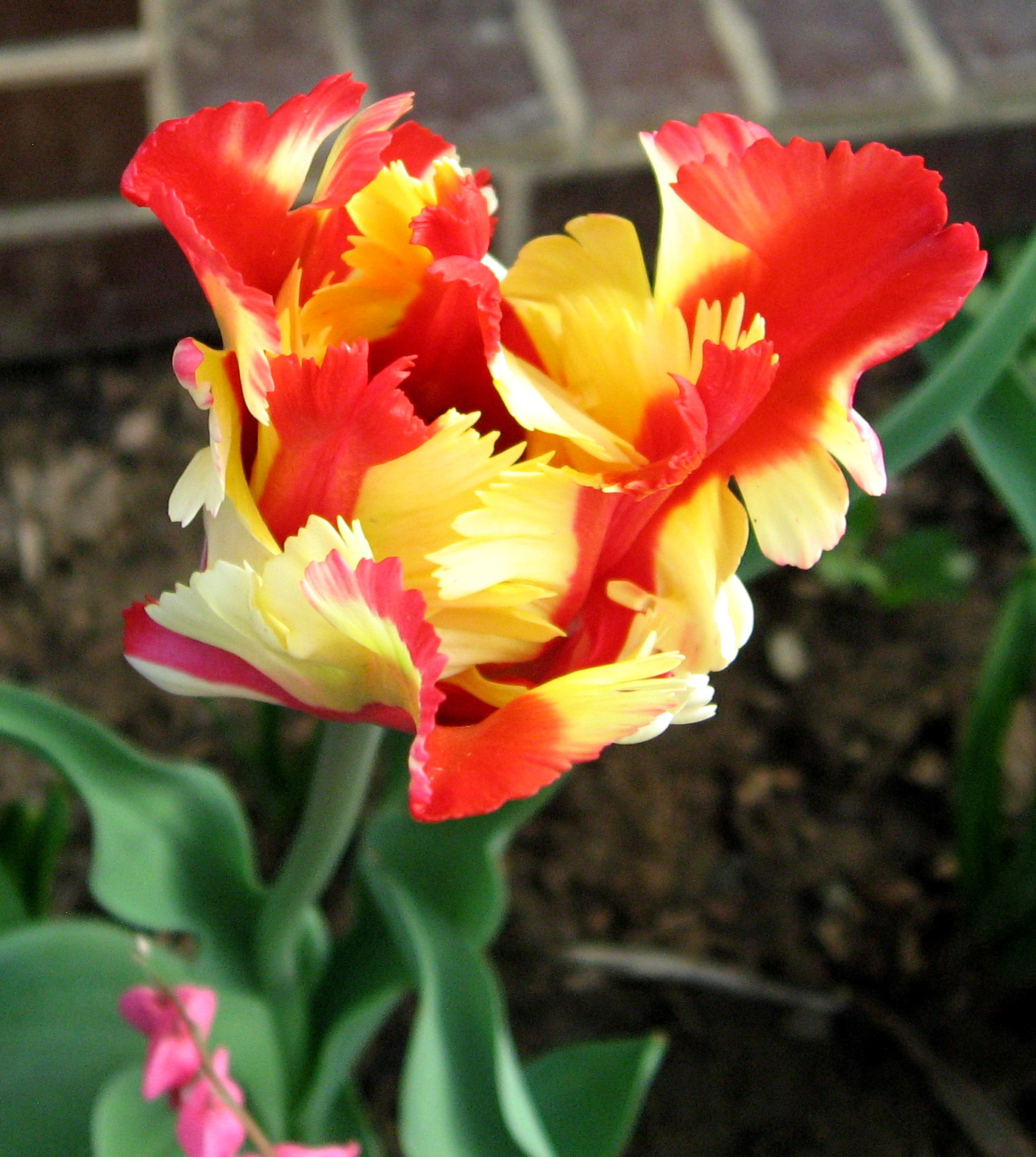
Попугайный
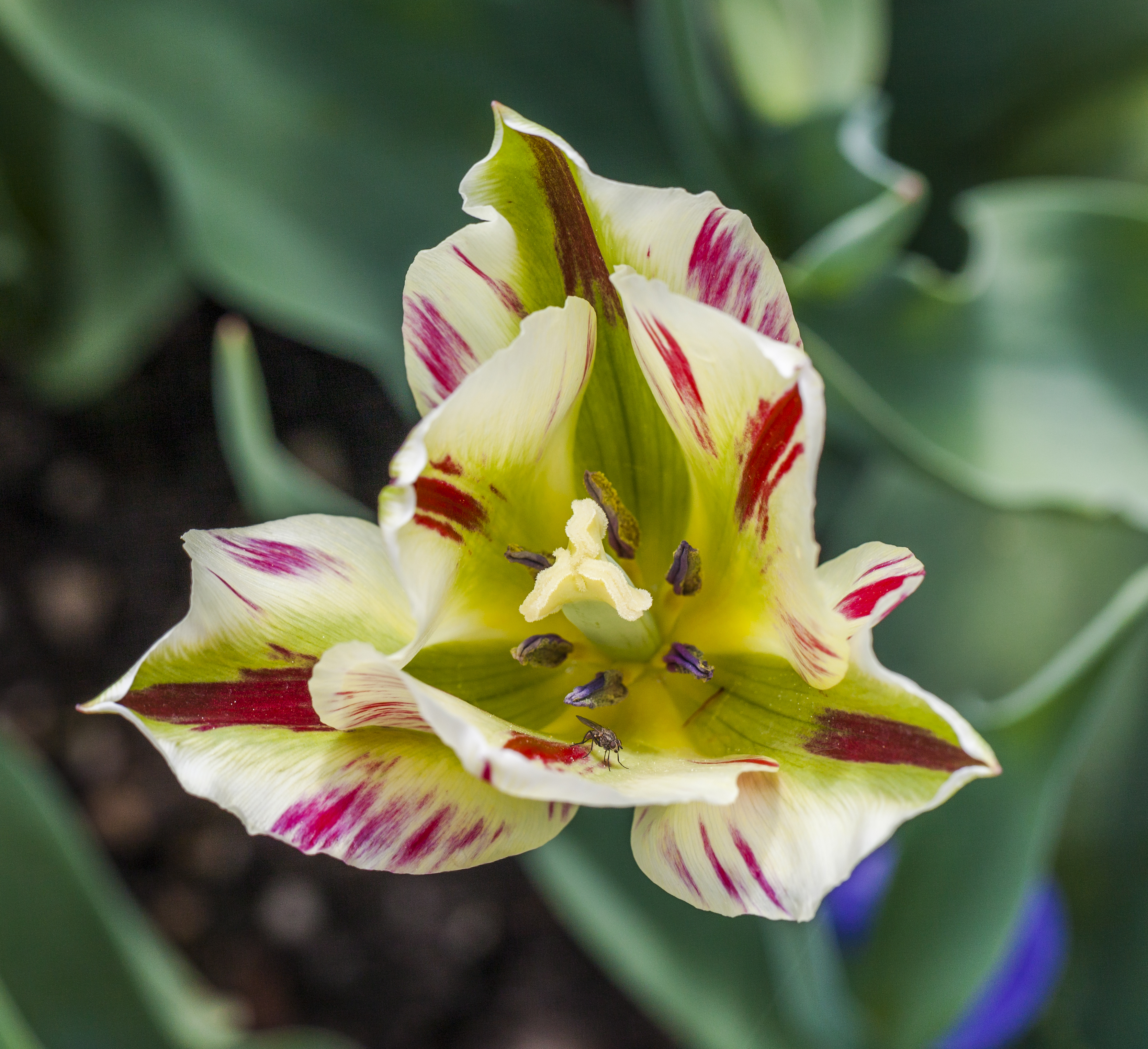
Зеленоцветковый

Махровые, зеленоцветковые и попугайные формы цветков садовых тюльпанов появились в результате мутаций; механизм действия этих мутаций достоверно не известен. У зеленоцветковых тюльпанов листочки околоцветника развиваются по типу, свойственному зелёным чашелистикам, а тычинки недоразвиты. У махровых тюльпанов на месте внутренней, четвёртой мутовки цветка развивается второй цветок, а в третьей мутовке вместо тычинок формируется вставка из трёх дополнительных лепестков. В рамках ABC-модели зеленоцветковость объясняется недостаточной экспрессией генов типа B, а махровость — недостаточной экспрессией генов типа C; впрочем, ботаники XXI века полагают, что ABC-теория, разработанная на модельных организмах арабидопсиса и львиного зева, плохо подходит для луковичных растений.

### Плод и семя

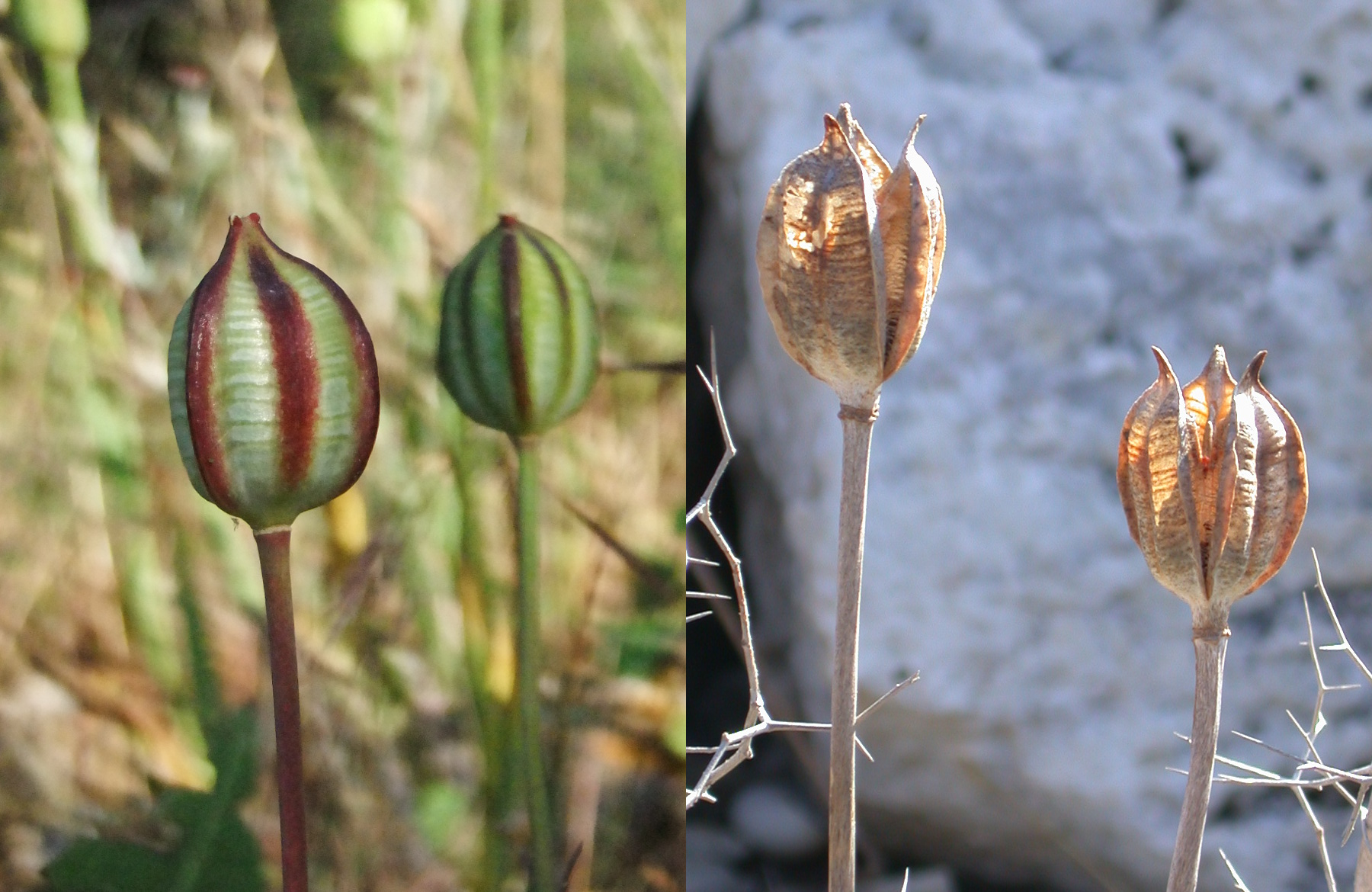
Незрелые (слева) и зрелые, растрескавшиеся (справа) коробочки Tulipa agenensis. Природные популяции, Израиль

Плод тюльпана — трёхгранная коробочка округлой или вытянутой в высоту формы, образующаяся из трёх плодолистиков завязи. У крупноцветковых видов тюльпан великий, тюльпан Фостера, тюльпан Грейга длина коробочки достигает 11,5 см при ширине до 3 см. Внутри неё располагаются три вертикальные камеры, в которых вызревают уложенные шестью стопками семена. Семя тюльпана имеет форму тонкой яйцевидной или треугольной пластинки; у тюльпана Грейга её размер составляет обычно 13×7 мм. Запасы питательных веществ семени сосредоточены в необычно толстых стенках клеток эндосперма, заполняющего полость семенной оболочки. Окружённый этими клетками зародыш семени имеет продолговатую, вытянутую форму и обычно виден невооружённым глазом через полупрозрачную оболочку.
После растрескивания коробочки семена беспрепятственно опадают и разносятся ветром. Никаких приспособлений для закрепления на поверхности почвы семя не имеет. Для завершения подготовки к прорастанию оно должно вылежать на земле хотя бы одну холодную зиму; если зима выдалась мягкая, прорастание откладывается на следующий год.

### Геном
Большинство тюльпанов — диплоиды с числом хромосом 2n=24. Единственный вид, у которого число хромосом не кратно 12 — тюльпан Максимовича с 2n=22 (по мнению Зонневельда, его культивируемые «формы» с 2n=24 в действительности принадлежат к виду тюльпан льнолистный). В природных популяциях нередки триплоидные (36 хромосом) и тетраплоидные (48 хромосом) формы; полиплоиды распространены в горных популяциях, а на равнинах и в предгорьях преобладают диплоиды. В литературе описаны пентаплоидная форма тюльпана Клузиуса и гексаплоидная форма тюльпана многоцветного, и полученные в лабораторных условиях межвидовые гибриды с числом хромосом от 25 до 31. Природные полиплоидные формы существуют, как минимум, в тринадцати видах, поэтому плоидность не может считаться надёжным таксономическим критерием.
Результаты первого в мире, неполного пиросеквенирования генома культурных форм тюльпана Геснера и тюльпана Фостера были опубликованы в 2012 году; по состоянию на конец 2014 года полное секвенирование генома тюльпана ещё не проведено. Геном тюльпана имеет необычно большую массу (C-показатель) — от 30,9 пг у тюльпана Клузиуса до 67,3—70,5 пг у диплоидных форм тюльпана Геснера, и пропорционально больше у полиплоидных форм. Масса генома тюльпана Шренка, который в прошлом считался природной формой тюльпана Геснера, существенно меньше — 61,6 пг (для сравнения, масса генома человека примерно равна 6,5 пг). Виды с относительно малой массой генома сосредоточены на востоке ареала рода. При движении от Пакистана на востоке до Балкан на западе геном местных видов последовательно увеличивается, и одновременно уменьшается время, необходимое для развития зародыша будущего цветка. Мейоз внутри луковицы тюльпана Клузиуса происходит в марте, перед цветением, у тюльпана Фостера (52 пг) в начале ноября, а у тюльпана Геснера — в сентябре или октябре. Объяснения этой парадоксальной взаимосвязи не существует.
Межвидовая гибридизация тюльпанов изучена фрагментарно. В природе хорошо известны естественные гибриды между тюльпаном Грейга и тюльпаном Кауфмана, тюльпаном сомнительным и тюльпаном Кауфмана и так далее. В районах совместного обитания базовых видов формируются комплексы устойчивых межвидовых гибридов с неясным таксономическим статусом: например, тюльпан чимганский (гибрид тюльпана сомнительного и тюльпана Кауфмана) современные ботаники признают, а другой гибрид этих же видов, ранее описанный под именем Tulipa anadroma — нет. В культуре широко распространены гибриды тюльпана Геснера и тюльпана Фостера — фертильные диплоиды класса Fosteriana (сорт 'Purissima' и другие) и стерильные триплоиды класса Дарвиновы гибриды, и лилиецветные гибриды между тюльпаном Геснера и тюльпаном Грейга. Лабораторные исследования достаточно полно выяснили возможности гибридизации тюльпана Геснера: по данным 2012 года, этот вид успешно скрещивается также с тюльпаном Кауфмана, тюльпаном Альберта, тюльпаном великим и тюльпаном Эйхлера. Известны полученные in vitro методом культуры завязей гибриды тюльпана Геснера с тюльпаном превосходящим и тюльпаном горным. Гибридизация тюльпана Геснера и видов подрода Eriostemones невозможна.

### Жизненный цикл
В последующую весну не успеет снег сойти и земля несколько обчахнет, как и будете вы иметь первое удовольствие видеть, что тюльпаны ваши взойдут. Всход их бывает очень нежен и очень похож на всход лука-сеянца. Листочки выходят одиночные, трубочкою и имеющие вид, как у лука, верхние концы, загнутые книзу, которые скоро потом распрямливаются. Но со всем тем рост их в сие первое лето так мал и длится столь короткое время, что и не увидишь, как они все пропадут… Что касается до сих луковичек, то они, несмотря на то что трава скоро пропадёт, продолжают в земле во всё лето рость, однако вырастают в сей год ещё очень невелики.
Тюльпаны — типичные эфемероиды, приспособившиеся к жизни в засушливых местностях с жарким, безводным летом. За недолгую весеннюю вегетацию тюльпан должен не только отцвести и дать плод, но и накопить под землёй достаточно питательных веществ для закладки нового поколения луковиц. Как следствие, развитие тюльпана от сеянца до зрелого, цветущего растения занимает несколько лет. Садовые тюльпаны цветут на пятый, шестой или седьмой год после посева; к этому времени луковица достигает типичного для взрослого растения размера, а средняя глубина её заложения составляет от 15 до 40 см. Одиночные сеянцы могут цвести намного раньше этого срока: так, в опытных условиях Ташкентского ботанического сада абсолютное большинство сеянцев тюльпана Кауфмана цвели на пятый год, а отдельные сеянцы того же вида — уже на третий год.
Перезимовавшие семена тюльпанов прорастают весной, при температурах от 0 до +10 °С. Ночные заморозки в первые недели жизни им не вредят, но лишь задерживают рост и развитие фотосинтезирующих хлоропластов. Задержки прорастания не влияют на срок окончания вегетационного периода: так, в Ташкенте семена, в зависимости от погоды, могут прорастать и в начале февраля, и в начале марта — но вегетация всегда завершается в конце апреля.
В течение нескольких дней после пробуждения зародыш, питаясь накопленными в семени запасами, увеличивается в размерах. Затем оболочка семени трескается. Нижний, корневой, конец семядоли выходит из защитной оболочки и углубляется в почву; верхний конец остаётся внутри оболочки и служит своего рода упором для нижнего. Через 10—12 дней после прорастания семядоля углубляется в почву на 2,5—6 см, и на её корневом конце начинает развиваться единственный, главный настоящий корень. В это же время трогается в рост и надземная часть семядоли — белёсый, лишённый хлорофилла волосок диаметром не более 1 мм. Когда она достигает 5—6 см в высоту, её верхушка уплощается и зеленеет, сеянец сбрасывает оболочку семени, начинается активный фотосинтез. Предельная высота наземной части сеянца не превышает 10,5 см, предельная её толщина — не более 3 мм; более типичны значения в 6—8 см и 1—1,5 мм. Настоящие надземные листья в первый вегетационный сезон не развиваются. Единственная почка сеянца — будущая луковица с зачатками донца (модифицированного стебля) и запасающей чешуи (модифицированного листа) — закладывается ещё внутри непроросшего семени, а после прорастания развивается под землёй. В подземной, черешковой, части семядоли образуется вздутие, развивающееся в растущий вбок вырост с почкой на конце. Затем этот вырост меняет направление роста и превращается в полый, заполненный воздухом, растущий вертикально вниз столон углубления — защитный покров почки. Столон заглубляет почку ещё на 1,5—5,0 см. По достижении типичной для данного вида глубины, что занимает от 10 до 26 дней, углубление столона прекращается, и начинается рост почки в толщину. Крахмал, запасаемый стенками столона, перемещается в листовую часть почки. Она, утолщаясь, превращается в запасающую чешую, а стенки столона, отдав будущей луковице весь крахмал, становятся её покровной чешуёй. Рост луковицы занимает от 24 до 36 дней и завершается вскоре после отмирания надземной части семядоли и главного корня. Средняя масса луковицы первого года, в зависимости от вида, составляет всего от 20 до 120 мг. Во второй половине лета луковица закладывает от 6 до 11 придаточных корней (отмерший главный корень более никогда не возобновляется) и два зачатка листьев — надземного зелёного и подземного запасающего. Осенью, когда почва вновь пропитается дождевой водой, зелёный лист трогается в рост и выходит за пределы луковицы, но поверхности земли не достигает и остаётся зимовать в толще земли.
Ранней весной второго года над землёй поднимается единственный зелёный лист, вначале имеющий вид твёрдо свёрнутой трубки. Спустя примерно две недели лист разворачивается; его длина, в зависимости от вида и условий роста, от 3 до 17 см. Рост зелёного листа продолжается вплоть до наступления летней жары. Его форма, окраска и опушение повторяют в миниатюре облик листьев зрелых растений данного вида. Подземный черешок листа в начале вегетации поставляет питательные вещества из луковицы в растущую листовую пластинку, а затем — из неё в новую (замещающую) луковицу. Средняя масса замещающей луковицы второго года составляет от 125 до 1160 мг. Заложив замещающую луковицу, материнская луковица первого года иссыхает и умирает. Во второй год жизни абсолютное большинство тюльпанов размножаются столонами углубления. Луковицы всех видов формируют как минимум две почки — одну верхушечную и одну или несколько пазушных. Пазушные почки у одних видов развиваются в детки, у других — не развиваются вовсе, а верхушечная почка развивается в основную замещающую луковицу. В конце летнего жаропокоя столон, несущий эту почку, прорывает чешую материнской луковицы, углубляется в почву, и закладывает замещающую луковицу несколькими сантиметрами ниже материнской. У тюльпана Регеля заглубление во второй год достигает 18 см; более типичны средние значения в 4—6 см. У ряда видов тюльпанов наряду с этим механизмом наблюдается и характерная для половозрелых растений закладка замещающей луковицы внутри материнской. Этот второй тип воспроизводства характерен для мелколуковичных видов и «старых» садовых сортов, но и у них не менее четверти замещающих луковиц закладывается столонами углубления. Рядом с ними, но намного медленнее, развиваются луковицы-детки; вокруг сеянца формируется гнездо луковичек разной степени зрелости.

В третий, четвёртый и так далее годы процесс последовательного заглубления замещающих луковиц повторяется. Его завершение обычно совпадает с наступлением половой зрелости и первым цветением тюльпана; исключения из правила — тюльпан превосходящий, тюльпан Кауфмана и немногие садовые сорта, у которых столоны формируются и в зрелом возрасте. 

## Систематика
Систематика рода тюльпан сложна, запутана, подвержена регулярным пересмотрам и к настоящему времени (2014) не выяснена до конца — как в силу объективных, заложенных природой свойств тюльпанов, так и вследствие системных и субъективных ошибок предшествующих поколений учёных. Ботаники прошлого стремились описать любую вновь найденную форму как самостоятельный вид. Виды описывались как по гербарным образцам, в отрыве от природных популяций живых растений, так и по живым экземплярам неизвестного происхождения из ботанических садов и частных коллекций, среди которых неизбежно оказывались природные и садовые гибриды. Живые прототипы многих описаний давно утрачены; часто утрачены и гербарные образцы, и точные сведения об их происхождении. Такие описания невозможно сопоставить ни с одной из ныне живущих популяций. При этом отвергнутые ботаниками невалидные названия по-прежнему используются в цветоводстве независимо от научной номенклатуры. Дополнительно усложняет задачу путаница с идентификацией доступных исследователям образцов из ботанических садов и коммерческих хозяйств, и наличие среди них множества гибридов и одичавших потомков культурных растений.
Главная объективная сложность систематики заключается в естественной изменчивости тюльпанов. Все предлагавшиеся морфологические критерии (цвет и относительный размер цветков, время цветения, наличие тёмного пятна у основания лепестков, опушение стеблей и листьев, опушение тычинок, наличие волосков на внутренней стороне кроющей чешуи и т. п.) варьируют не только от вида к виду, но и внутри видов, что не позволяет систематизировать их непротиворечивым образом. Цитологические исследования, начавшиеся на рубеже XIX и XX веков, вплоть до 1990-х годов не давали результатов, пригодных для классификации видов.

### Филогенез
По мнению В. И. Талиева (1930) и З. П. Бочанцевой (1962), род Тюльпан возник на побережье Тетис — реликтового моря в центре современной Евразии. Древние приморские тюльпаны были крупными, многоцветковыми и многолистными растениями. С отступлением моря тюльпаны приспособились к суровому горному климату, утратили «лишние» листья и стали, за редким исключением, одноцветковыми. Эволюция рода по Талиеву — регресс от сложных к простым, узко специализированным формам.
В представлении ботаников XXI века семейство Лилейные, включающее около 16 родов, обособилось от общего с семейством Смилаксовые предка около 65 млн лет назад. Наиболее вероятно, что лилейные зародились в центральной Азии; по версии же Виннерстена и Бремера (2001), первые лилейные возникли в Северной Америке, а в Азию мигрировали 40—30 млн лет назад. Существующие роды, включая род Тюльпан, обособились от общих предков 10—15 млн лет назад. К этому времени, по мнению Паттерсона (2002), семейство разделилось на две географически изолированные, монофилетические клады — гималайскую (роды Лилия, Рябчик и родственные им) и восточноазиатскую (роды Тюльпан, Гусиный лук, Кандык и другие). Аналогичное деление проводил в 2005 году Рёнстед, включивший в семейство лилейных и группу родов, ранее составлявших семейство Calochortaceae. В предшествовавших работах по кладистике лилейных вначале род Тюльпан обособился от общего предка Гусиного лука, Клинтонии, Лилии и Рябчика, а затем этот предок развился в сестринские клады Гусиный лук-Клинтония и Лилия-Рябчик.

### Оценка числа видов
В 1753 году Линней опубликовал в Species plantarum первое научное описание трёх видов рода Tulipa: садового тюльпана Геснера, дикорастущего в Европе тюльпана лесного и привезённого из Эфиопии T. breyniana (ныне Baeometra uniflora из семейства безвременниковых). Четвёртый вид, ныне тюльпан одноцветковый (T. uniflora (L.) Besser ex Baker), Линней описал под именем Ornitogallum uniflorum. В 1873 году Регель признавал 26 видов, а уже в 1940 году Холл включал в род более ста видов — не считая 69 сомнительных и малоизученных образцов и двух дальневосточных видов, выделенных в отдельный род Amana. Бочанцева описала в 1962 году 83 вида, произраставших на территории СССР. К 2008 году, по данным ботанических садов Кью, были описаны 418 видов и разновидностей рода Тюльпан, к 2014 году число описанных таксонов достигло 518[уточнить].
В 1984 году Сторк подверг род ревизии и сократил число видов до 40. В последней по времени систематике, основанной преимущественно на морфологических признаках и лишь отчасти — на генетических данных (Раамсдонк и де Фриз, 1995) в род включены 55 видов. В позднейшей систематике Зонневельда, основанной на сравнительном анализе размеров геномов (2008) — 87 видов. Расширение рода произошло не столько из-за восстановления не признанных Раамсдонком и де Фризом видов, сколько из-за расширения охвата исследования: 25 из 29 новых видов Зонневельда описаны по образцам, не известным его предшественникам. В реестре ботанических садов Кью в 2014 году признаётся 83 вида; в новейшей работе Кристенхуза и соавторов (2013), в целом разделяющих подход Зонневельда, — 78 видов, включая малоизученные и новые виды, признанные условно.
В самой последней версии сайта The Plant List (2013) признаётся 113 видов.

### Подразделения рода
| Исторические и современные подразделения рода Tulipa Цветом выделены типовые подроды или секции рода | Исторические и современные подразделения рода Tulipa Цветом выделены типовые подроды или секции рода | Исторические и современные подразделения рода Tulipa Цветом выделены типовые подроды или секции рода | Исторические и современные подразделения рода Tulipa Цветом выделены типовые подроды или секции рода | Исторические и современные подразделения рода Tulipa Цветом выделены типовые подроды или секции рода | Исторические и современные подразделения рода Tulipa Цветом выделены типовые подроды или секции рода |
| Бейкер, 1874                                                                                         | Буассье, 1884                                                                                        | Холл, 1940                                                                                           | Сторк, 1984                                                                                          | Ван Раамсдонк и де Фриз, 1992—1995                                                                   | Зонневельд, 2009 Кристенхуз, 2013                                                                    |
| --- | --- | --- | --- | --- | --- |
| subg. Eutulipa                                                                                       | sect. Leiostemones                                                                                   | subg. Leiostemones                                                                                   | sect. Tulipa                                                                                         | subg. Tulipa                                                                                         | subg. Tulipa (54 вида)                                                                               |
| subg. Eutulipa                                                                                       | sect. Leiostemones                                                                                   | subg. Leiostemones                                                                                   | sect. Tulipa                                                                                         | subg. Tulipa                                                                                         | subg. Clusianae (4 вида)                                                                             |
| subg. Eutulipa                                                                                       | sect. Eriostemones                                                                                   | subg. Eriostemones                                                                                   | sect. Eriostemones                                                                                   | subg. Eriostemones                                                                                   | subg. Eriostemones (16 видов)                                                                        |
| subg. Orithyia                                                                                       | не включены в род Tulipa                                                                             | subg. Eriostemones                                                                                   | sect. Orithyia                                                                                       | subg. Orithyia                                                                                       | subg. Orithyia (4 вида)                                                                              |
| subg. Orithyia                                                                                       | не включены в род Tulipa                                                                             | Дальневосточные виды с листочками прицветника (тюльпан съедобный и другие) выделены в род Amana      | | | |

Исторически первое деление рода на ранние (тюльпан Клузиуса), промежуточные (тюльпан Шренка) и позднецветущие (тюльпан Геснера) формы провёл в XVII веке Клузиус.
Современное деление рода, основанное на морфологических признаках цветков, восходит к работам Бейкера, выделившего виды с явно выраженным столбиком пестика в подрод Orithyia (1874), и Буассье, разделившего род на две секции по принципу наличия или отсутствия опушения тычинок (1884). В современных систематиках Зонневельда (2009) и Кристенхуза и соавторов (2013) род подразделяется на четыре подрода:
- Clusianae — четыре[комм. 6] мелкоцветковых ирано-гималайских вида с характерными шерстистыми пучками на вершинах луковиц. Типовой вид — тюльпан Клузиуса. Тычинки голые, столбик пестика отсутствует[176]. Эти виды характеризуются наименьшей среди всех тюльпанов массой генома в 30—32 пг (у диплоидных форм; пропорционально больше у полиплоидов) и наиболее долгими сроками развития зачатка генеративного побега[177];
- Orythiya — четыре[комм. 6] мелкоцветковых, примитивных[178] вида с северо-восточной окраины ареала рода (Казахстан, Китай, Монголия, Сибирь). Типовой вид — тюльпан одноцветковый. Цветок тюльпана этих видов имеет явно выраженный столбик пестика; у всех иных тюльпанов рыльце пестика сидит непосредственно на завязи. Масса генома в 38—39 пг больше, чем у всех видов Clusianae, и меньше, чем у любого вида Eriostemones или Tulipa[179][176].
- Eriostemones — около двадцати мелкоцветковых видов с опушёнными тычинками, мигрировавших из Средней Азии на север и запад. Типовой вид — тюльпан лесной[180][176].
- Tulipa (до 1984 года Leiostemones) — типовой и наиболее многочисленный подрод, включающий по версии Раамсдонка около сорока, а по версии Кристенхуза и соавторов 54 вида, произрастающих преимущественно в Средней Азии[181]. Характерные признаки цветков — голые (не опушённые) тычинки и отсутствие столбика пестика. Типовой вид подрода и рода в целом — тюльпан Геснера[176].

В систематиках XIX и XX веков подроды Eriostemones и Tulipa (Leiostemones) делились далее на таксоны второго (секции), а иногда и третьего (ряды) уровня. По мнению Кристенхуза и соавторов (2013), при имеющихся в XXI веке данных такое подразделение не может быть надёжно обосновано, да и не нужно с практической точки зрения.
Исследователи 1980-х годов предпринимали попытки включить в род Тюльпан sensu lato виды, традиционно включавшиеся в роды Амана и Кандык. Современные авторы возможность такого объединения отвергают; в систематиках Раамсдонка — де Фриза, Зонневельда и Кристенхуза с соавторами виды этих родов не представлены.

### Садовая классификация
Международная классификация культивируемых видов, сортов и форм тюльпанов, впервые составленная английскими цветоводами в годы Первой мировой войны, развивалась и существует независимо от научной ботанической систематики. В действующей классификации (1981, с уточнениями 1996) все культивары делятся на пятнадцать классов. Десять классов зарезервированы для форм вида тюльпан Геснера, четыре класса — для видов тюльпан Фостера, тюльпан Кауфмана и тюльпан Грейга и для Дарвиновых гибридов тюльпана Геснера с тюльпаном Фостера. Пятнадцатый класс объединяет все прочие виды, их разновидности, сорта и гибриды.
Одни из классов тюльпана Геснера (лилиецветные, зеленоцветковые, попугайные тюльпаны и тюльпаны Рембрандт) представляют собой узкие группы с характерной морфологией цветка, другие (Триумф, Простые ранние, Простые поздние) являются сборными отрядами разнородных сортов различного происхождения. Класс Рембрандт, последний из некогда многочисленных классов пестролепестных тюльпанов, фактически прекратил существование; сорта этого класса, изгнанные из ботанических садов и с коммерческих плантаций, сохраняются лишь в нескольких исторических коллекциях. Классификация 1981 года подвергалась критике за необоснованное выделение бесперспективных сортогрупп, и особенно за упразднение ещё мощного в то время класса Дарвиновых тюльпанов; несмотря на эти недостатки, она оказалась стабильной и действует по сей день.

## История культивирования

### Тюльпаны Востока

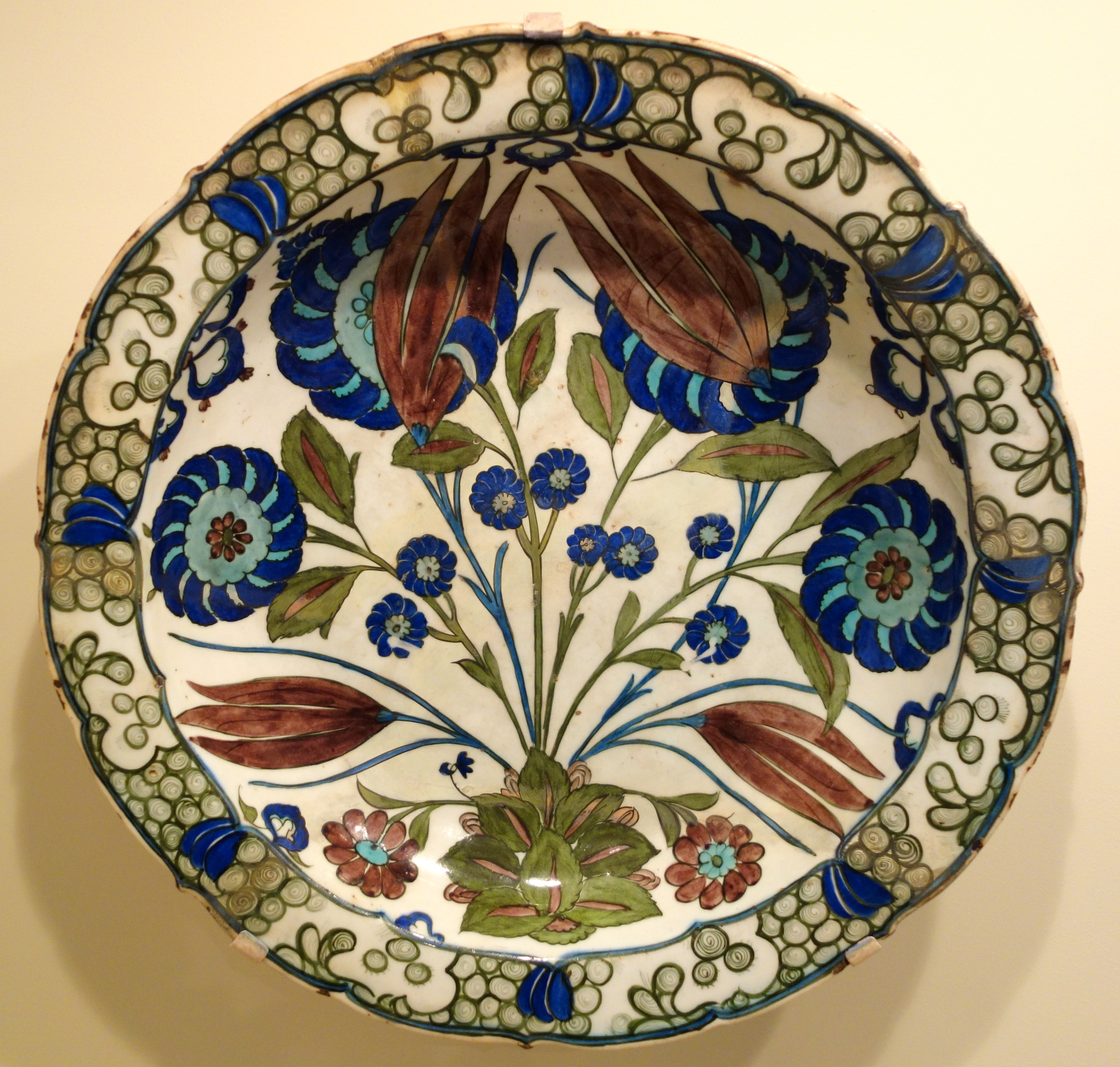
Блюдо с тюльпанами и пионами. Изник, 1550-е или 1560-е годы

Культивирование тюльпанов зародилось на Ближнем Востоке. Многочисленные артефакты свидетельствуют, что уже в XI веке тюльпан стал видным символом культуры сельджуков. В ранней османской идеологии тюльпан олицетворял мир, спокойствие, естественное обновление и одновременно мистические духовные переживания. Тюльпан как символ появляется в поэзии Омара Хайяма (XII век), Саади (XIII век) и в турецких описаниях битвы на Косовом поле (XVI век). В средневековых византийских и западноевропейских текстах неведомое растение из далёкой Азии не упоминается.
Первые подробные сведения о разведении тюльпанов в Османской империи появляются в эпоху Мехмеда II (1451—1481) — период обустройства новой столицы на руинах захваченного Константинополя. Тюльпан, один из избранных цветков, стал символом правящей династии; его изображения воспроизводились в рельефах, фресках и тысячах керамических плиток, украсивших перестроенный Османами Стамбул. Турки XV века ещё не занимались активной селекцией тюльпанов, но лишь собирали в дворцовых садах многочисленные виды и разновидности, присылаемые со всей империи. Аналогичная деятельность, но с меньшим размахом, шла при дворах Бабура в Афганистане и Аббаса I в Иране.
В XVI веке, при Сулеймане I (1520—1566) культура придворного цветоводства переживала расцвет, подробно зафиксированный в декоративной живописи и в изникской керамике. При Селиме II цветоводство приобрело невиданный размах: только из Кафы султан выписал 300 тысяч луковиц тюльпанов. Увлечение стало массовым, турки приобрели вкус к пестованию тюльпанов-солитеров в изысканных вазах. Цены на луковицы выросли настолько, что Селиму пришлось регулировать их особым указом. Оптовый завоз луковиц навсегда изменил генофонд турецких тюльпанов: из восемнадцати видов, произрастающих в Турции, одиннадцать были интродуцированы человеком. По версии ван дер Госа (2004), интродукция центральноазиатских видов произошла ещё раньше, одновременно с завоеванием сельджуками Малой Азии.
Судя по изникской керамике, турецкие тюльпаны XVI века имели пышные цветки лилиецветного типа. Клузиус писал в 1601 году, что самыми массовыми сортами в Стамбуле был «тюльпан из Кафы» и «тюльпан из Кавалы»; хотя самым массовым и эффектным тюльпаном востока Крыма (Кафы) был тюльпан Шренка, по мнению Кристенхуза и соавторов, в Стамбуле были уже не природные формы, но сложные садовые гибриды. Век спустя, в эпоху тюльпанов Ахмеда III (1703—1730), живописный стиль изменился: тюльпаны приобрели причудливо вытянутую, суховатую форму. Изменились ли сами тюльпаны — неизвестно: по мнению Паворд, восточные миниатюристы XVII века столь часто копировали западноевропейские сюжеты, что их работы нельзя считать надёжными свидетельствами.

### Происхождение названия
Название тюльпан европейских языков восходит к заимствованному из турецкого языка слова тюрбан, точнее — к османско-персидскому tülbend — названию ткани, используемой в тюрбанах. По одному объяснению, название зафиксировало турецкую моду XVI века на украшение тюрбанов живыми цветками, по другому — лишь внешнее сходство головного убора с цветком. Вероятно, первыми восприняли новое название итальянцы (итал. tulipano) или испанцы (исп. tulipan). Эта же форма закрепилась в восточноевропейских языках (венг. tulipán, пол. tulipan, рус. тюльпан). В германских языках слово утратило «окончание» -an и укоротилось до англ.  и швед. tulip, нем. tulpe, нидерл. tulp. Именно эта укороченная форма вошла в академическую латынь (лат. tulipa, ж. р.) и через неё — в ботаническую номенклатуру.

### Тюльпаны в Европе

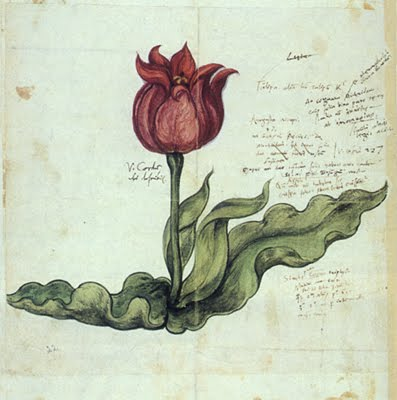
Аугсбургский тюльпан. Первое в европейской истории изображение тюльпана — гравюра на дереве по рисунку Конрада Геснера, 1561, с собственноручными заметками Геснера

Первые тюльпаны Западной Европы были высажены в 1530 году в Португалии. Интродукция осталась незамеченной. Четверть века спустя, в 1550-е годы, тюльпаны появились в Северной Европе. В апреле 1559 года Геснер наблюдал в Аугсбурге цветущий красный тюльпан, который по мнению современных ботаников принадлежал к виду тюльпан Шренка. По рассказу Геснера, хозяин тюльпана вырастил его из семени, привезённого из Стамбула или из Каппадокии. В 1562 году, по сообщению Клузиуса, луковицы из Стамбула привезли морем в Антверпен. В популярной литературе укоренилось мнение о том, что аугсбургские и антверпенские тюльпаны были выращены из луковиц, которые прислал в Европу фламандский дипломат де Бусбек, живший в Турции в 1554—1562 годы. Однако тюльпаны, описанные им в 1555 году, не имели запаха: вероятно, это были не тюльпаны Шренка, но сложные садовые гибриды. По мнению современных авторов (Паворд, Голдгар, Кристенхуз и соавторы), роль Бусбека в интродукции тюльпанов отнюдь не очевидна, а происхождение аугсбургских тюльпанов доподлинно не известно. Вероятно, к 1559 году торговля луковицами шла уже несколько лет (о ней упоминает Пьер Белон, посетивший Турцию в 1540-е годы), но оставалась незамеченной европейскими ценителями восточных редкостей. Важнейшую роль в объединении торговцев, цветоводов и их титулованных покровителей сыграл Карл Клузиус — директор Венского ботанического сада (1573—1587) и профессор Лейденского университета (1593—1609). Благодаря ему луковицы, поступавшие из Османской империи в сопредельную Австрийскую, быстро распространились по Европе; луковицы, украденные из его тщательно охранявшейся лейденской коллекции, послужили основой голландского фонда сортов. Именно Клузиус ввёл в научный оборот, взамен архаичного Lilionarcisssus, использованное Геснером название Tulipa, и первым разделил его виды в зависимости от сроков цветения.
В начале XVII века выращивание тюльпанов, раньше считавшееся привилегией аристократов, стало модным увлечением голландских, английских и французских купцов-нуворишей, лишь недавно разбогатевших на торговле с колониями. В угоду им цветоводы выводили первые сорта собственной, европейской селекции ('Duc van Tol', 1595), а издатели печатали богато иллюстрированные книги о растениях — Florilegium Свеерта (1613), Hortus Eystettensis Беслера (1613) и другие. Центр доходного промысла обосновался во Франции; здесь в начале века произошёл первый в европейской истории ажиотажный рост цен на луковицы. В 1608 году французский мельник обменял свою мельницу на единственную луковицу; женихи считали такие луковицы завидным приданым. Тюльпаны 1600-х годов обычно одноцветные, реже двуцветные. В 1610-е и 1620-е годы на первое место выдвинулись редкие ещё пестролепестные сорта, а центр торговли тюльпанов постепенно переместился в Голландию. В 1634 году на голландских рынках началась тюльпаномания. В течение двух лет рынок разогревался спросом на редкие сорта. Весной 1636 года голландцы перешли к фьючерсной торговле асами (нидерл. azen) — условными единицами веса ещё не выросших луковиц. На рынок вышли массы непрофессиональных спекулянтов, и в зиму 1636—1637 года биржевые цены достигли апогея. С ноября 1636 года дорожали не только редкие сорта, но и обычные, одноцветные садовые тюльпаны. В феврале 1637 года пузырь неожиданно лопнул. В традиционном изложении Чарлза Маккея тюльпаномания имела характер классического биржевого краха и надолго подорвала экономику страны; современные критики эту трактовку отвергают. Голландское общество «кризиса» не заметило, а падение цен на луковицы ценных сортов не имело катастрофического характера. Точная характеристика событий 1634—1637 годов затруднена из-за немногочисленности сохранившихся свидетельств.

Пестролепестные формы тюльпанов XVII—XIX веков
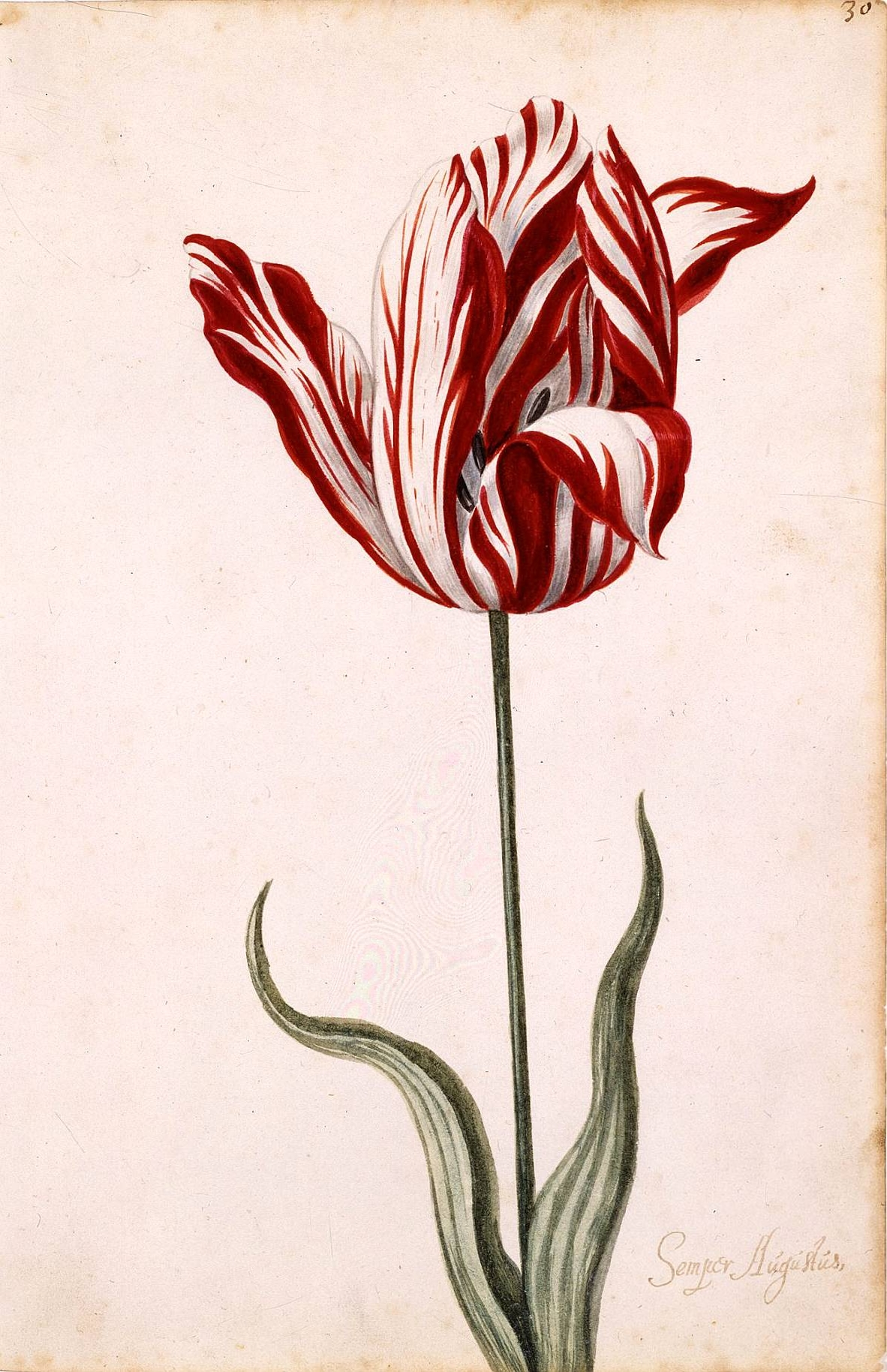
Тюльпан сорта Semper Augustus, 1630-е годы
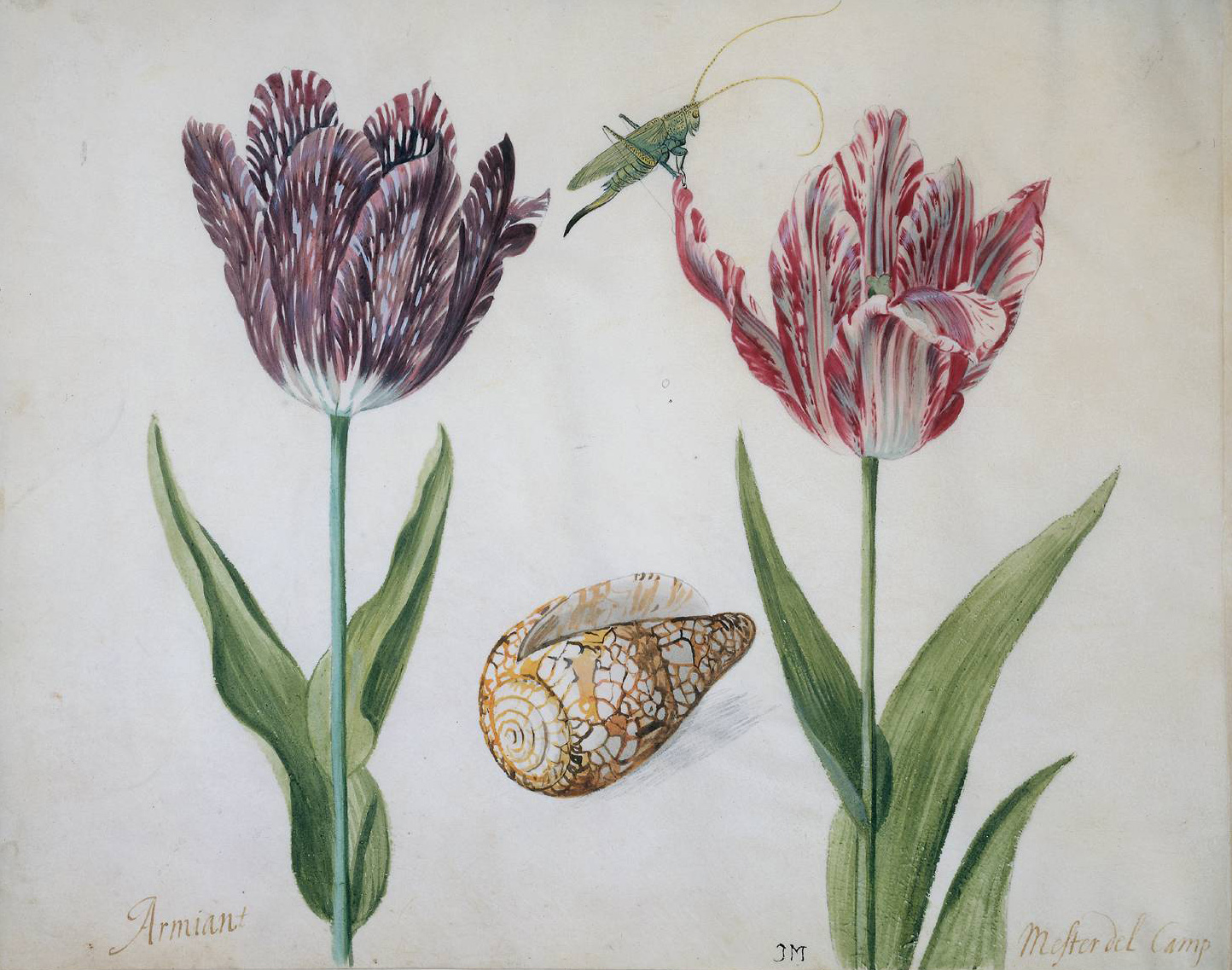
Два тюльпана Якоба Мареля, 1630-е годы
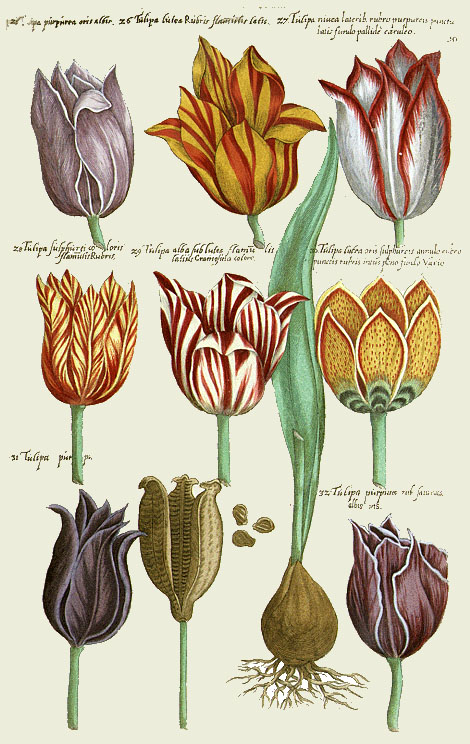
Лист из Florilegium Свеерта, издание 1647
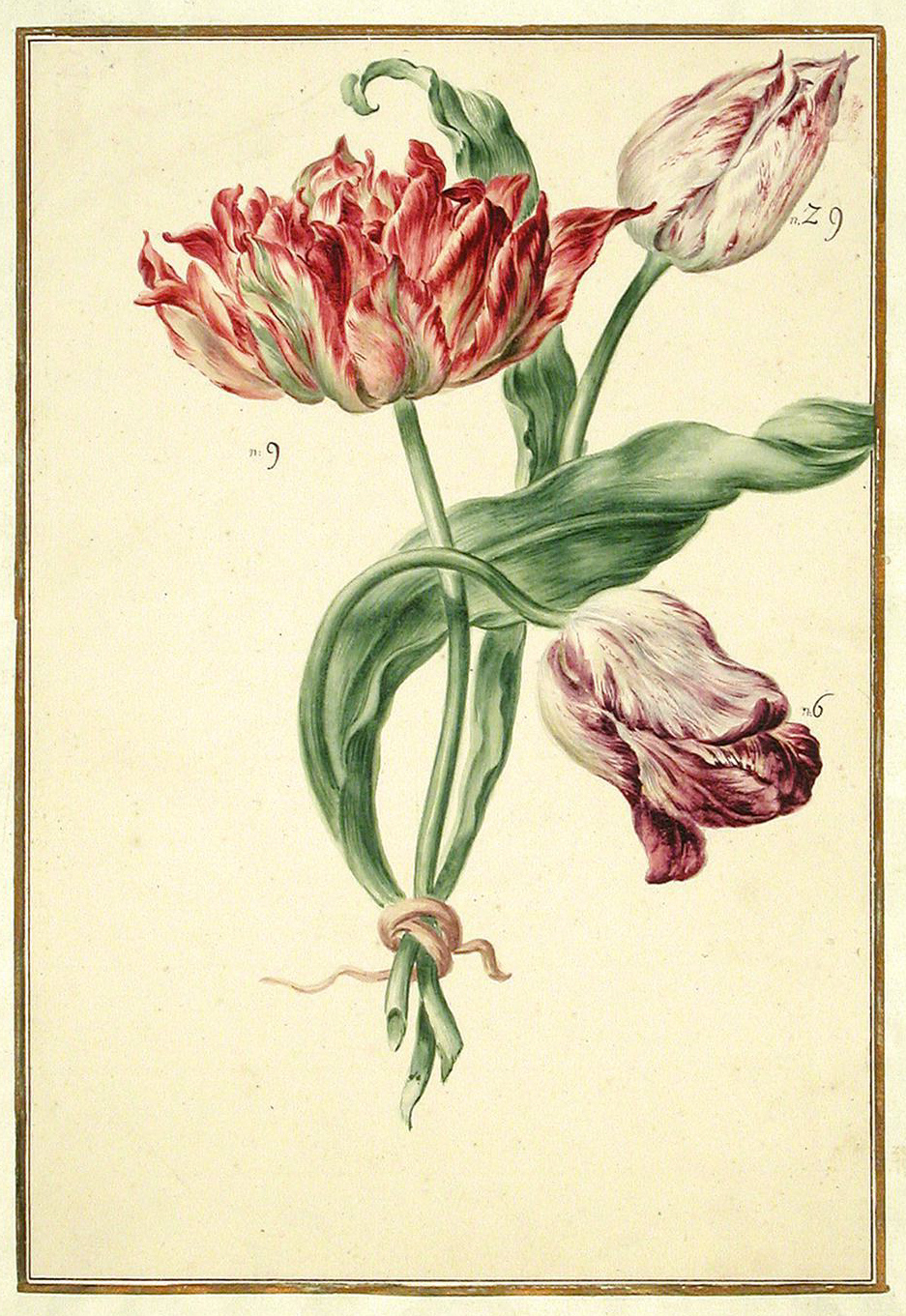
Лист из Karlsruher Tulpenbuch, 1730
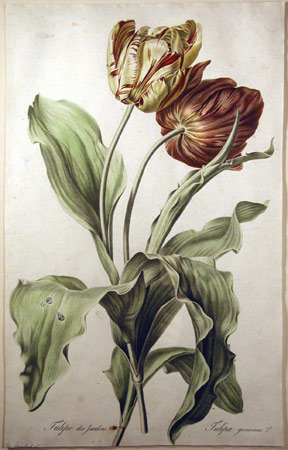
Лист из Fleurs dessinées d'après nature Жерара ван Спендонка, 1800
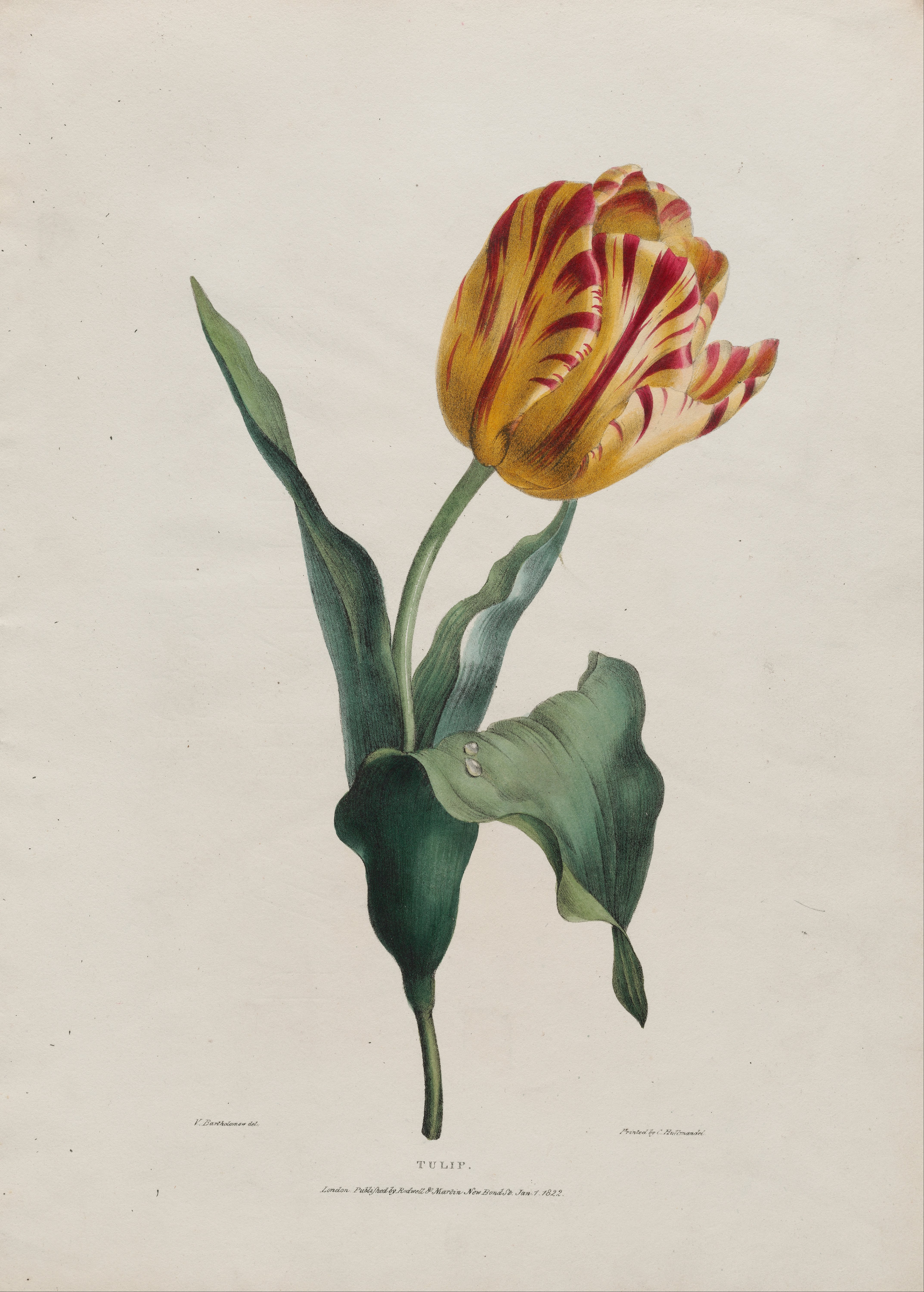
Литография Валентайна Бартоломью, 1822

Кризис 1637 года не нанёс цветоводству урона: спрос на тюльпаны оставался стабильным в течение всего XVII века. В 1720-е годы тюльпан надолго уступил первенство гиацинту. После гиацинтового кризиса 1730-х годов тюльпан отчасти вернул свои позиции. В XVIII веке были выведены сотни сортов — и множество навсегда утраченных пестролепестных тюльпанов, и сохранившиеся одноцветные сорта вроде культивируемого в неизменном виде почти три столетия 'Keizerskroon'. Однако вплоть до 1890-х годов тюльпан уступал в популярности гиацинту. Серьёзным потрясением для всех цветочных культур стали Великая французская революция и наполеоновские войны: французские и голландские цветоводы лишились титулованных заказчиков и покровителей, а англичане охладели к тюльпанам на волне отрицания всего французского. Мода на тюльпаны вернулась в Англию лишь около 1835 года. В стране возникло движение «английских цветоводов» (English florists) — ценителей изысканных пестролепестных тюльпанов и их одноцветных предшественников-бридеров. Просуществовав почти столетие, это направление цветоводства угасло, будучи неспособным приспособиться к изменениям общества в XX веке; вместе с «высоким цветоводством» исчезли и тысячи сортов селекции XVIII—XIX веков.

### XX век
На пороге XX века в цветоводстве наметился поворот от выращивания уникальных частных коллекций к озеленению открытых публичных пространств. Новым задачам как нельзя лучше отвечали новейшие сорта Дарвиновых тюльпанов — выносливые, высокие растения с характерными плоскими донцами цветков, выведенные в 1880-е годы голландской фирмой Крелаге на базе опытных сеянцев французской селекции. После того, как Николас Дамес разработал первую методику индустриальной выгонки луковичных (1910), а группа Антона Блау из Вагенингенского университета исследовала её физиологические механизмы (1920-е годы), цветоводы-практики сосредоточились на выращивании тюльпанов на срезку; культура открытого грунта отошла на второй план. В 1921 Крелаге вывели на рынок новый класс Менделевых тюльпанов — скороспелых гибридов тюльпана Дюк ван Толь с Дарвиновыми тюльпанами; в 1923 году начались продажи первых тюльпанов класса Триумф — выносливых, высоких и притом скороспелых гибридов между простыми ранними тюльпанами, Дарвиновыми тюльпанами и старыми сортами классов Бридеры и Коттедж. Новинки, пригодные и для выгонки, и для декоративного озеленения, быстро вытеснили с рынка сорта старой селекции. С открытием в 1928 году вирусной природы пестролепестности тюльпанов все пёстрые сорта были приговорены; в Нидерландах их культивирование, угрожавшее товарным плантациям одноцветных сортов, было запрещено (и остаётся под запретом в 2014 году). За три послевоенных десятилетия (1952—1981) количество зарегистрированных пестролепестных сортов старой селекции сократилось с 628 до всего трёх.
В конце XIX века европейцы открыли множество центральноазиатских видов; в XX веке они интенсивно использовались для выведения новых сортов и гибридов. В межвоенный период, благодаря массовому импорту среднеазиатских луковиц в 1929—1934 годы, голландские селекционеры заложили основу современного фонда сортов тюльпанов Грейга, Кауфмана и Фостера. С развитием генетики цветоводы впервые получили научную базу для селекции и гибридизации тюльпана, а открытие химических и радиационных мутагенных факторов позволило им создавать причудливые зеленоцветные и бахромчатые формы. Облучённая в 1936 году рентгеном луковица дала начало первому «радиационному» сорту 'Faraday' (1949). В том же 1936 году Дирк Лефебер произвёл первое успешное скрещивание тюльпана Геснера с тюльпаном Фостера. Единственная пара родительских растений дала начало новому классу сортов, Дарвиновым гибридам. После Второй мировой войны они захватили европейский рынок и доминировали на нём до конца XX века. В 1982 году в Голландии сорт 'Apeldoorn' и его спорты выращивались на площади свыше тысячи га, в 1978 году в Литве двенадцать Дарвиновых гибридов занимали 90 % площади всех цветоводческих хозяйств. Дарвиновы гибриды вытеснили на обочину не только сорта старой селекции, но и Менделевых, и Дарвиновых тюльпанов. Немодные сорта один за другим вымирали — иногда вслед за смертью пестовавших их цветоводов, но чаще — из-за поражения пестролепестностью. Так в течение XX века было утрачено большинство из выведенных человеком сортов, количество которых за всю историю культивирования оценивается в 10—12 тысяч. Мировой фонд коммерчески культивируемых тюльпанов, достигнув в 1952 году максимума в 5544 сорта, к 1981 году сократился до 2140 сорта.

### Современность

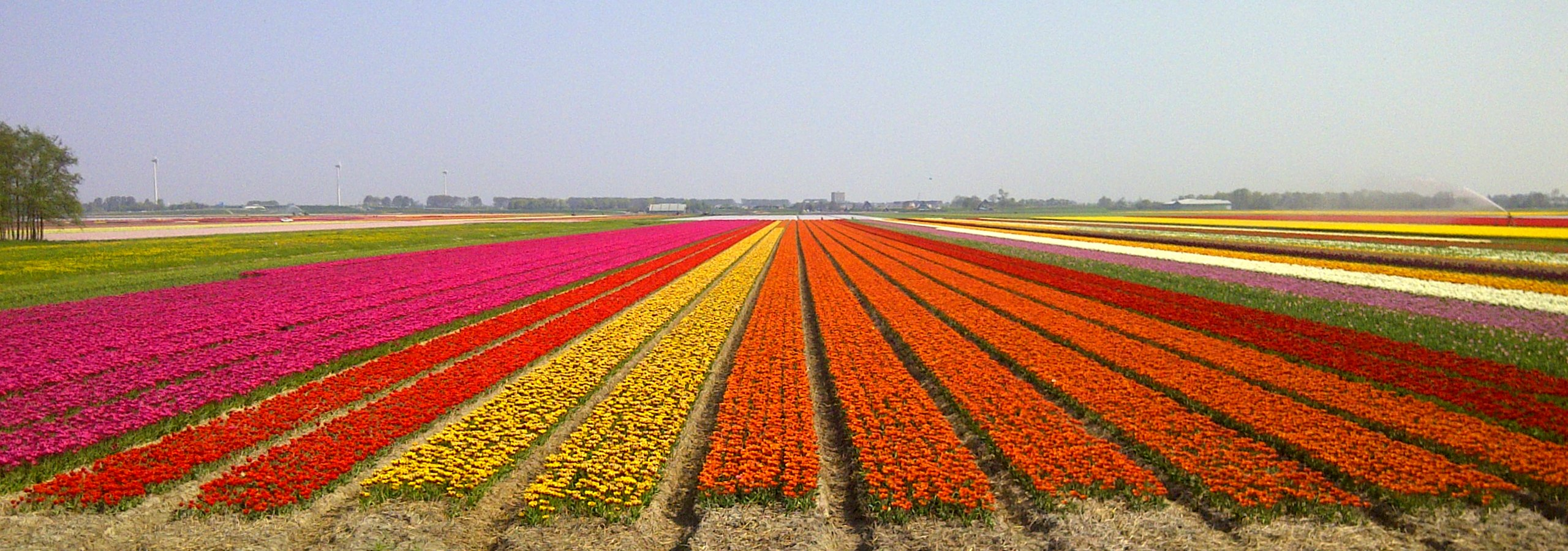
Северная Голландия. Тюльпановые плантации близ Схермера. Фото 2011 года

Тюльпаны — важнейшая из декоративных луковичных культур. В сезоне 2002—2003 годов коммерческие плантации тюльпанов занимали площадь в 12,5 тыс. га (все луковичные — 32,2 тыс. га). Абсолютное большинство этих плантаций, 10,8 тыс. га или 88 %, были расположены в Нидерландах, ежегодно производивших 4,3 млрд товарных луковиц. 2,3 млрд луковиц использовались в производстве цветов на срезку внутри страны, преимущественно в гидропонных теплицах, вошедших в практику на пороге XXI века; в 2011 году их доля составляла 75—80 %. 2,0 млрд луковиц продавалось на экспорт. В странах-покупателях соотношение луковиц, используемых для озеленения и для выгонки, варьирует от 3:1 в Великобритании до 1:4 в Италии; в мире в целом доля культуры открытого грунта стабильно растёт.
В Нидерландах базируются цветочные аукционы, селекционные и сортоиспытательные хозяйства и международный орган по сертификации сортов — Королевское общество луковичных растений (KAVB). Страна контролирует 92 % международной торговли луковицами и фактически определяет фонд сортов, доступных коммерческим хозяйствам и цветоводам-любителям во всём мире. В сезоне 2013—2014 годов этот фонд составлял около 1800 сортов, из которых лишь около 800 сортов выращивались на площадях более 1 га. В XXI веке он продолжает сокращаться. Доля коммерчески успешного класса тюльпанов Триумф за четыре года (с 2010 по 2014) выросла с 59,8 % до 61,4 % плантаций, а доли махровых, попугайных, простых поздних тюльпанов и всех классов видовых тюльпанов стабильно сокращались.

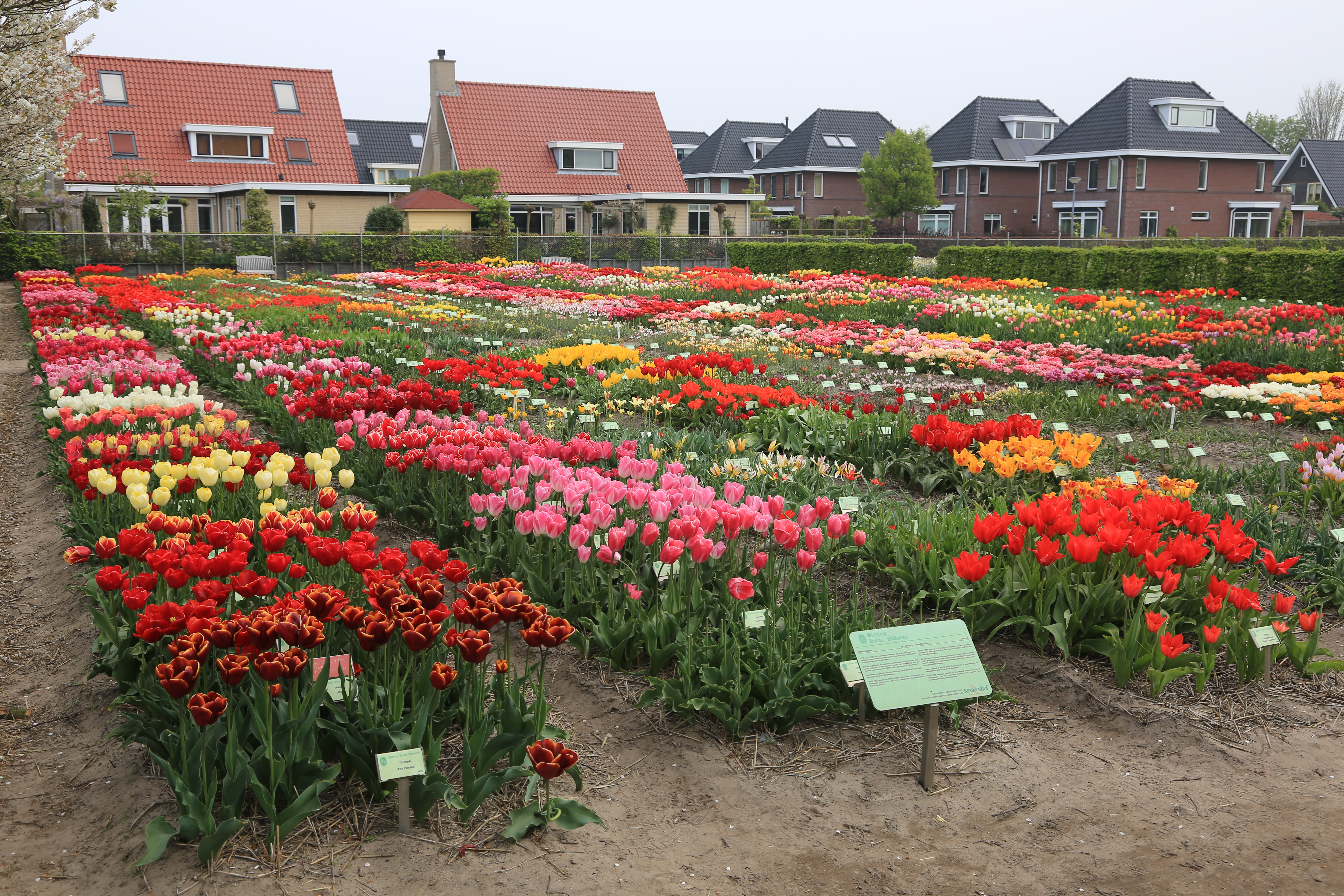
В коллекции реликтовых сортов Hortus Bulborum. Северная Голландия, Лиммен

Немногочисленный круг наиболее популярных сортов регулярно обновляется. Из-за низкой скорости вегетативного размножения между гибридизацией и началом коммерческого производства сорта проходит около 25 лет, но затем голландская тюльпановая индустрия способна быстро выводить новые сорта в лидеры: так, новейший сорт 'Candy Prince', зарегистрированный в 2001 году, в сезоне 2010—2011 года занимал площадь 57 га, а в сезоне 2013—2014 годов уже 132 га. Абсолютный лидер 2010-х годов — зарегистрированный в 1989 году жёлтый тюльпан класса Триумф 'Strong Gold', занимал в сезоне 2013—2014 годов 595 га, или 6 % всех голландских посадок. Культивирование старых, невыгодных сортов поддерживается лишь усилиями любителей и ботанических садов; в крупнейшем собрании реликтовых луковичных растений Hortus Bulborum в Лиммене на площади всего в полтора га сохраняются около 2600 исторических сортов, включая древнейшие сорта 'Duc van Tol Red and Yellow' (1595) и 'Zommerschoon' (1620).
Мировое производство в целом находится в равновесии с 1992 года: общая учтённая площадь луковичных хозяйств не меняется, но лишь перераспределяется в пользу развивающихся стран, Китая и Израиля. Впрочем, европейские аналитики считают, что имеющаяся статистика существенно занижает объём производства в развивающихся странах, и в особенности в Китае. Даже по неполным данным, уже в 2010 китайские плантации луковичных (4680 га) были сопоставимы по площади с голландскими. Существенные плантации тюльпанов сосредоточены также в Японии, США, на юге Франции, а в Южном полушарии — в Чили, Новой Зеландии и на острове Тасмания. Французские, чилийские и новозеландские тюльпановые хозяйства управляются голландскими фирмами. Французские луковицы, в основном так называемые «гибриды Схеперса» или «французские поздние», используются в Европе для выгонки перед Новым Годом, когда голландские луковицы ещё не готовы к цветению, чилийские и новозеландские — для осенней выгонки. Размножение луковиц в этих странах почти столь же эффективно, как и в Нидерландах; в мягком климате юга Франции и Тасмании тюльпаны размножаются хуже.

## Агротехника

### Открытый грунт
В открытом грунте тюльпаны выращивают как декоративные растения, на срезку и «на луковицу» — для производства посадочного материала. Во всех случаях цветоводы практикуют ежегодную выкопку луковиц, что увеличивает выход крупной луковицы и снижает распространение болезней; двухлетний цикл применяется в коммерческом цветоводстве только при доращивании мелкой детки. Особенно необходима выкопка бахромчатым, махровым, попугайным и многоцветковым сортам, требующим много тепла для закладки бутона, и интенсивно размножающимся Дарвиновым гибридам.
Луковицы выкапывают летом, не раньше, чем полностью усохнут наземные побеги (в условиях средней полосы России в конце июля — начале августа). Собранные гнёзда луковиц сушат в тёплом, хорошо вентилируемом помещении, а затем перебирают, сортируют, обрабатывают фунгицидами и хранят на сухом складе до посадки. В голландских коммерческих хозяйствах мойка, переборка и сортировка производятся машинами непосредственно в день выкопки, при этом потери собранных луковиц незначительно выше, чем при ручной обработке.
Луковицы сажают в грунт осенью, когда температура почвы снизится до +5—7 °С — с расчётом, чтобы они укоренились до промерзания почвы. В средней полосе России оптимальное время посадки — вторая половина сентября или начало октября. В любительской практике допустимы и более поздние сроки, а ранняя посадка нежелательна: в тепле тюльпаны укореняются хуже и чаще поражаются болезнями. Экономически оптимальная плотность посадки, по данным 1970-х годов, зависит от сорта и составляет 50—90 луковиц на м². Максимальный урожай крупных луковиц собирают при плотности около 100 луковиц на м²; при бо́льших плотностях общий урожай возрастает, но доля крупных луковиц в нём падает.
Почва для выращивания тюльпанов должна быть проницаемой, плодородной, хорошо дренированной, нейтральной или слабо щелочной. Глубина посадки луковицы, от поверхности земли до донца, должна составлять примерно три её высоты. Самые крупные луковицы тюльпана Геснера сажают на глубину 15 см; на лёгких песчаных почвах луковицы лучше сажать чуть глубже, на тяжёлых глинистых — чуть выше этой отметки. При мелкой посадке луковицы более склонны образовывать столоны и детки, при глубокой посадке развиваются самые мощные замещающие луковицы. Зимнее промерзание тюльпанам обычно не вредит, а для полной защиты от морозов рекомендуется мульчирование грядок торфом.
В период вегетации тюльпаны обильно поливают; в Нидерландах для обводнения плантаций искусственно поднимают уровень грунтовых вод. В коммерческих хозяйствах три раза в сезон проводят подкормку тюльпанов жидкими минеральными удобрениями. Тюльпаны, выращиваемые на луковицу, сразу после раскрытия бутонов обезглавливают, сохраняя при этом и листья, и зелёный стебель: чем больше зелёной массы, тем больше питательных веществ получат молодые луковицы. Срезка цветка со стеблем и верхними листьями растению не вредит, но и не позволяет заложить крупные молодые луковицы; то же самое происходит, если удалять бутон на ранних стадиях.

### Выращиваниена срезку

Стратегии выращивания тюльпанов на срезку в условиях Северной Европы. Сверху вниз: открытый грунт, парник, выгонка в феврале—марте, выгонка в декабре, отложенное цветение. Вегетационный период показан схематично; в современных технологиях выгонки он может составлять всего две недели.

Для сдвига естественного срока цветения с мая на более ранние периоды (декабрь—апрель) практикуется несколько стратегий, применяемых в зависимости от выбранного срока цветения и реализации цветов:
- Для ускорения естественных сроков цветения на несколько недель луковицы высаживают осенью в парники (неотапливаемые теплицы). Эта технология, мало отличающаяся от обычной культуры открытого грунта, применяется только в регионах с холодными зимами: в мягком климате парниковые луковицы не получают должного количества зимнего холода[300].
- Для сдвига цветения на февраль—март применяется выгонка с предварительным охлаждением луковиц до +9 °С[300]. В середине сентября луковицы переносят из обычного склада в вентилируемый погреб. За время хранения при +9 °С и влажности 85 % (не более 14 недель для Дарвиновых гибридов, не более 16 недель для остальных сортов[301]) луковицы завершают зимний цикл развития. При их высадке в теплицы в середине ноября тюльпаны зацветают в середине февраля[300]. В первые две-три недели, пока луковица укореняется, в теплице поддерживают температуру +5—9 °С, а с началом роста зелёных побегов её плавно поднимают до +15; температуры выше 18° С недопустимы[301][302]. В период роста тюльпаны регулярно поливают, поддерживают высокую влажность, освещённость на уровне почвы должна составлять не менее 3500 лк[302] при естественном освещении или 700 лк[301] при круглосуточном искусственном. В альтернативной горшечной или ящичной технологии луковицы высаживают в ящики в середине сентября и в таком виде закладывают в погреб (+9° С) или утеплённую траншею[300][302]. В декабре ящики переносят в теплицы[302].
- Для сдвига цветения на декабрь луковицы закладывают в холодильник в августе—октябре, а температуру его поддерживают на уровне либо +5° С, либо +2° С[300]. Практикуется также охлаждение ступенями: вначале до +9 °С, затем до +7 °С, +5 °С и 0…+2 °С[300]. Оптимальная температура выгоночной теплицы для декабрьских тюльпанов +17—18° С[303].
- «Осенние» тюльпаны, цветущие в октябре—ноябре, получают из луковиц, выращенных на юге Франции и в Южном полушарии[304][305]. Луковицы, выращенные в умеренном климате, не успевают сформировать к этом сроку гинецей будущего цветка[303] и пройти минимально необходимый период «зимнего» покоя.
- Срок цветения можно не только приближать, но и откладывать на лето. В технологии «ледяных тюльпанов» (англ. Ice tulips) луковицы в начале зимы укореняют в выгоночных ящиках при +9° С, а через две-четыре недели переносят в ледник и хранят там до нужного срока при −1…—2° С[306]. За три-четыре недели до требуемого времени цветения ящики переносят в выгоночные теплицы и доращивают, как при обычной выгонке. При этом температура в теплице неизбежно превышает оптимум в +15…18 °С, от чего часто страдает качество цветов[307].

Во всех технологиях выгонки используются только отборные, крупные луковицы не менее 11—12 см в окружности, так называемая «голландская экстра»; чем напряжённее график выгонки, тем выше требования к посадочному материалу. Обычно в ходе выгонки луковицы погибают и не возобновляются: выгонка настолько ослабляет растение, что оно становится неспособным к закладке полноценной замещающей луковицы. Доращивание детки выгоночных луковиц в коммерческом производстве лишено смысла; единственная экономически оправданная форма её использования — немедленный экспорт в хозяйства Южного полушария.

### Болезни и вредители

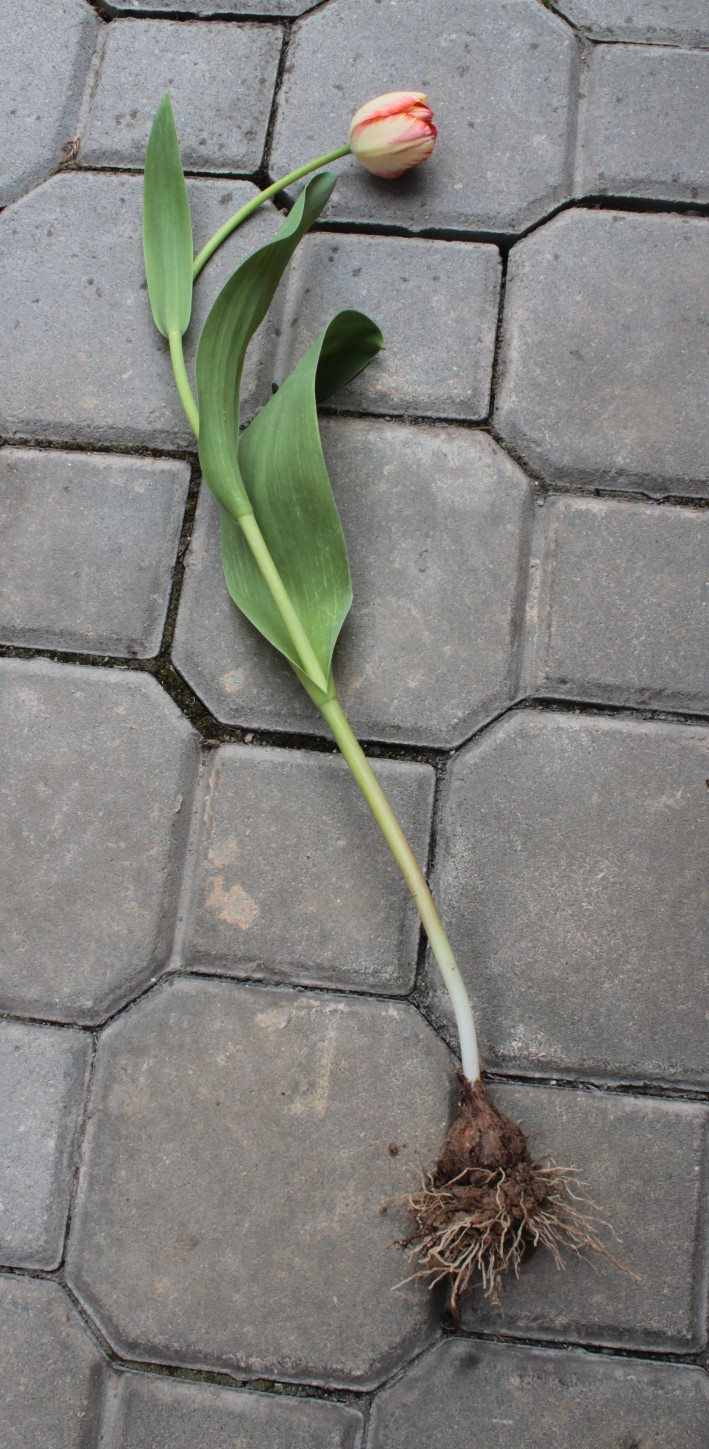
Тюльпан, поражённый пестролепестностью. На листьях заметны характерные светло-зелёные штрихи.

На территории бывшего СССР было зарегистрировано более тридцати инфекционных болезней тюльпанов, из которых наиболее опасны серые гнили, фузариоз, тифулёз и вирусная пестролепестность тюльпанов. Тюльпанам также вредят тли, нематоды и грызуны; тли не только повреждают побеги, но и служат главным переносчиком пестролепестности.
Серые гнили тюльпанов вызывается поражением двумя разными грибами: собственно серой гнилью (Botrytis cinerea) и специфическим паразитом тюльпанов Botrytis tulipae (в англоязычных источниках это две разные болезни — англ. grey rot и tulip fire). Первый из них поражает только надземные побеги, второй — также и луковицы; различить их невооружённым глазом почти невозможно. Болезнь обычно распространяется воздушным путём, особенно интенсивно — в сырую, прохладную погоду; возможно также распространение через почву. Первый признак болезни — мелкие жёлтые или бурые пятна на листьях. Они быстро расползаются и сливаются; вслед за пожелтением появляется белый налёт спороносящего гриба. С поражением основания стебля растение погибает.
Фузариоз обычно распространяется через почву, поражает растение снизу, через донце луковицы, и проявляется в конце вегетационного периода. Заражённые тюльпаны отстают в росте, мельчают; луковицы часто гибнут в земле. В хранилищах на луковицах появляются красноватые пятна, затем розовый налёт гриба. Часто (но не всегда) наблюдается камедетечение. На поздних стадиях болезни луковица размягчается, темнеет и гибнет. Устойчивыми к фузариозу сортами являются: 'Викинг', 'Авигнон', 'Иль де Франс', 'Куин оф Найт', 'Ринаун', 'Аладдин', 'Саппоро', 'Априкот Пэррот', 'Рококо', 'Тексас Флэйм'.
При температурах выше +15 °С поражение фузариозом провоцирует выделение луковицей этилена. В плохо вентилируемых хранилищах и теплицах концентрация этилена быстро достигает опасных для тюльпанов уровней. Результаты такого отравления — гибель зачатка цветка, деформация и недоразвитость стебля и листьев — проявляются в период вегетации. Камедетечение, однозначный признак отравления, проявляется быстро, но нерегулярно, и не обязательно свидетельствует о необратимом поражении луковицы. Интенсивность выделения газа и чувствительность к нему зависят от сорта и друг с другом не связаны. Среди устойчивых к этилену сортов одни отличаются высоким этиленоотделением, другие низким; из двух самых массовых сортов 2010-х годов один ('Leen van der Mark') устойчив к этилену, другой ('Strong Gold') систематически подвержен отравлению
Тифулёз — гниль корней и луковиц, вызываемая грибком Typhula borealis. При сильном поражении зелёные побеги всходят, но не разворачиваются, при слабом — растения мельчают. Болезнь прогрессирует весной, осенью, и особенно в мягкие зимы. Носителями грибка могут быть злаки, бобовые, свёкла и ирисы.
Пестролепестность тюльпанов — вирусное заболевание, поражающее лилейные. Первым признаком болезни служат мелкие светло-зелёные или серо-серебристые штрихи и полосы на листьях тюльпана Геснера и нарушение естественного рисунка листьев тюльпана Грейга. В сортах с контрастными цветами листочков околоцветника и донца цветка цветки становятся характерно пёстрыми; в сортах с однотонно светлой или однотонно тёмной окраской пестрение может пройти незамеченным. Болезнь прогрессирует из года в год, ослабляя растение. Луковицы мельчают, вырождаются, но не гибнут: в культуре пестролепестные формы существуют веками. Вирус переносится тлями и другими насекомыми, передаётся с садовым инструментом при срезке. Носителями вируса могут быть и здоровые растения; чем старше сорт, тем выше в нём доля носителей вируса.
Основное средство борьбы с инфекционными болезнями — точное следование рекомендациям по агротехнике с целью не допустить накопление патогенов в почве. В культуре открытого грунта предпочтительна ежегодная выкопка луковиц с переносом посадки на новое место; на старое место тюльпаны высаживают не раньше, чем через три года. В Нидерландах практикуют, как минимум, пятилетний цикл севооборота. Новые грядки следует тщательно перепахивать и перекапывать, на влажных почвах необходим эффективный дренаж. Азотные удобрения тщательно дозируются, внесение навоза не допускается. Полезно соседство с настурцией, календулой и другими летниками, выделяющими фитонциды; не допустимо соседство с капустой и картофелем. В тепличных хозяйствах не допускается повторное использование субстрата. Перед закладкой луковиц на хранение и перед посадкой практикуют их обработку комплексными фунгицидами; она эффективна только как дополнение к профилактической агротехнике. Посадки следует регулярно осматривать, а выявленные больные растения немедленно удалять, включая подземные части, и уничтожать. В коммерческих хозяйствах рекомендуется подбор устойчивых сортов, наиболее отвечающих избранной технологии и типу местных почв; например, в Нидерландах в зонах песчаных и глинистых почв используют разные наборы сортов.

### Вырождение и акклиматизация

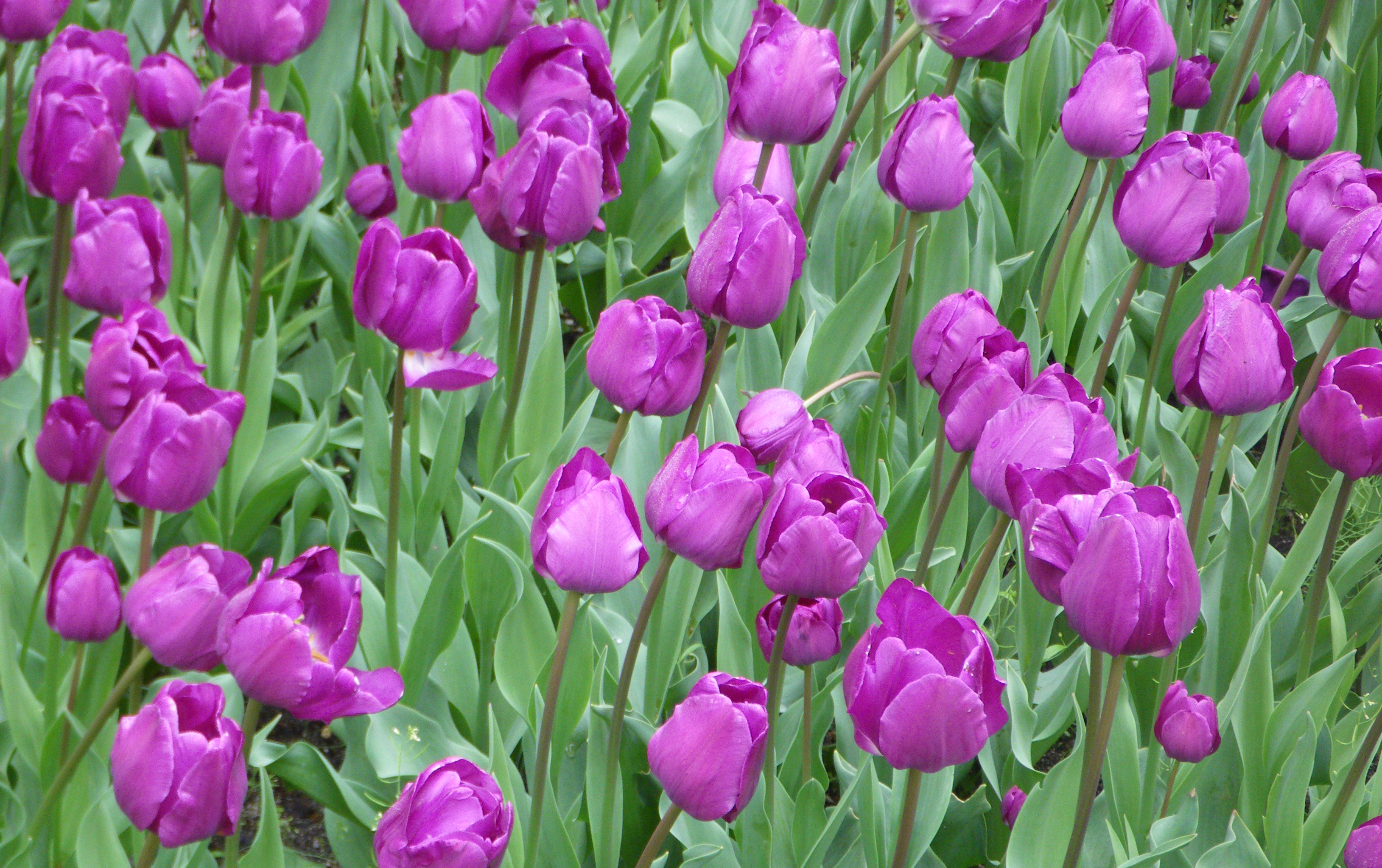
Тюльпаны сорта 'Negrita', удачно акклиматизирующиеся на северо-востоке США

В условиях средней полосы садовые тюльпаны, не подвергающиеся ежегодной выкопке и предоставленные сами себе, неизбежно деградируют. В почве накапливаются болезнетворные организмы, а питательные вещества, напротив, безвозвратно расходуются. В запущенных «популяциях» наблюдается необратимое вырождение луковиц. Вовремя не отбракованные биологически стареющие луковицы дают неполноценное потомство — мелкие дочерние луковицы, никогда не достигающие нормальных размеров. В коммерческом цветоводстве этого избегают, направляя на воспроизводство в первую очередь биологически молодые луковицы средних размеров. Самые крупные, биологически старые, луковицы отправляются на выгонку и потомства не дают. Во время вегетации посадки еженедельно осматривают, а все нестандартные, больные и отстающие в росте растения удаляют и уничтожают, тем самым поддерживая здоровье популяции.
В местностях с мягким, сухим климатом возможна и полноценная акклиматизация тюльпанов. Например, канадец Джим Хол считает её возможной на хорошо дренированных почвах, и при посадке луковиц на глубину в полтора-два раза глубже обычной. Хол рекомендует для акклиматизации в первую очередь не подвергшиеся гибридизации «ботанические» виды, как наименее прихотливые. В Корнеллском университете удачно акклиматизировались тюльпаны сортов 'Ad Rem' и 'Negrita': на третий год эксперимента высаженные без заглубления, прикрытые лишь слоем мульчи растения разделились на две примерно равночисленные группы нормальных (высокорослых) и ослабленных экземпляров. В американской популярной литературе часто упоминается простота акклиматизации Дарвиновых гибридов, особенно при заглублённой посадке.

## Использование
- Некоторые лепестки тюльпанов съедобные. Вкус варьируется в зависимости от сорта и сезона и примерно похож на салат-латук или другую салатную зелень[335][336]. Луковицы тюльпана также съедобны. В запеченном виде они напоминают вкус клубней картофеля, но отличаются необыкновенным ароматом[источник не указан 127 дней].

## В астрономии
В честь тюльпана назван астероид 1095) Тулипа, открытый в 1926 году немецким астрономом Карлом Райнмутом в Гейдельбергской обсерватории.

## Комментарии
1. ↑  Списки таких форм приводят, например, Каллен[19], Кристенхуз[20] и другие авторы обзорных работ
2. ↑  На ранних стадиях развития покровная чешуя развивается наравне с запасающими. Затем, с обособлением от материнской луковицы, покровная чешуя усыхает и темнеет[31].
3. 1 2  Культивируемая форма, близкая к природному типу
4. ↑  Матиас Коле приводит, со ссылкой на работу Уитни 2009 года, список из 12 видов и 6 садовых сортов со строго упорядоченными дифракционными решётками и 4 видов со слабо упорядоченными решётками. Шаг решёток обычно составляет 1,2 мкм[92].
5. ↑  Van Raamsdonk, 1995, pp. 17—18, приводит полный список из 30 морфологических показателей.
6. 1 2 3  Численность подродов указана по Кристенхузу и соавторам (2013) и включает малоизученные и новые виды, признанные условно, до проведения полноценных сравнительных исследований.
7. ↑  Кладистика рода Амана и вопрос его включения в род Тюльпан подробно рассматриваются в Tan, D.-Y. Restoration of the genus Amana based on a cladistic analysis of morphological characters // Acta Phytotaxonomica Sinica. — 2005. — Vol. 43. — P. 262—270.; кладистика рода Кандык в Allen, G. et al. Phylogeny and Biogeography of Erythronium Inferred from Chloroplast matK and Nuclear rDNA ITS Sequences // Systematic Botany. — 2003. — Vol. 28. — P. 515—523..
8. ↑  Люди XVI века ценили запах цветка выше, чем это свойственно людям XXI века. Именно поэтому современные авторы столь внимательно относятся к сообщениям Бусбека, Белона, Геснера и Клузиуса о запахе тюльпанов или его отсутствии[221]
9. ↑  В 1729 на голландском рынке гиацинтов начался медленный, но уверенный подъём. В 1734 году рост цен приобрёл ажиотажный характер, цены редких сортов превысили 200 флоринов за луковицу. Затем рынок медленно вернулся в норму, к 1739 году цены снизились до не более 20 флоринов за штуку. Кризис не имел ощутимых последствий для общества.[242]
10. ↑  «Бридеры» (англ. breeders) в этом контексте означало не привычное «селекционеры», но «доноры», «племенной материал»: тюльпаны-бридеры предназначались исключительно для выведения на их основе контрастных пестролепестных форм. Все бридеры имели тёмную окраску лепестков и белое или жёлтое донце цветка; после заражения вирусом пестролепестности тёмные и светлые тона смешивались в причудливом рисунке
11. ↑  Крелаге, по соглашению с наследниками Чарлза Дарвина, использовали его имя как торговую марку. Сам же Дарвин отношения к этим тюльпанам, выведенным после его смерти, не имел[247].
12. ↑  Исключение из этой нормы сделано лишь для немногих научных и исторических коллекций вроде Hortus Bulborum[187].
13. ↑  Тюльпаны Геснера и Фостера скрещивали и до 1936 года, но получавшиеся гибриды были либо слабы и неустойчивы, либо непривлекательны. Лефеберу удалось первым получить и привлекательные, и одновременно выносливые и устойчивые к вирусу пестролепестности гибриды.
14. ↑  В последующие годы абсолютная площадь голландских плантаций стабильно уменьшалась[266] и в сезоне 2013—2014 годов составляет 10,35 тыс. га[267].
15. ↑  В русскоязычной литературе мнения о сроке сушки различаются: Зайцева рекомендует две-три недели[289], Викулин — не более двух дней[292]